# Cultura de Albacete

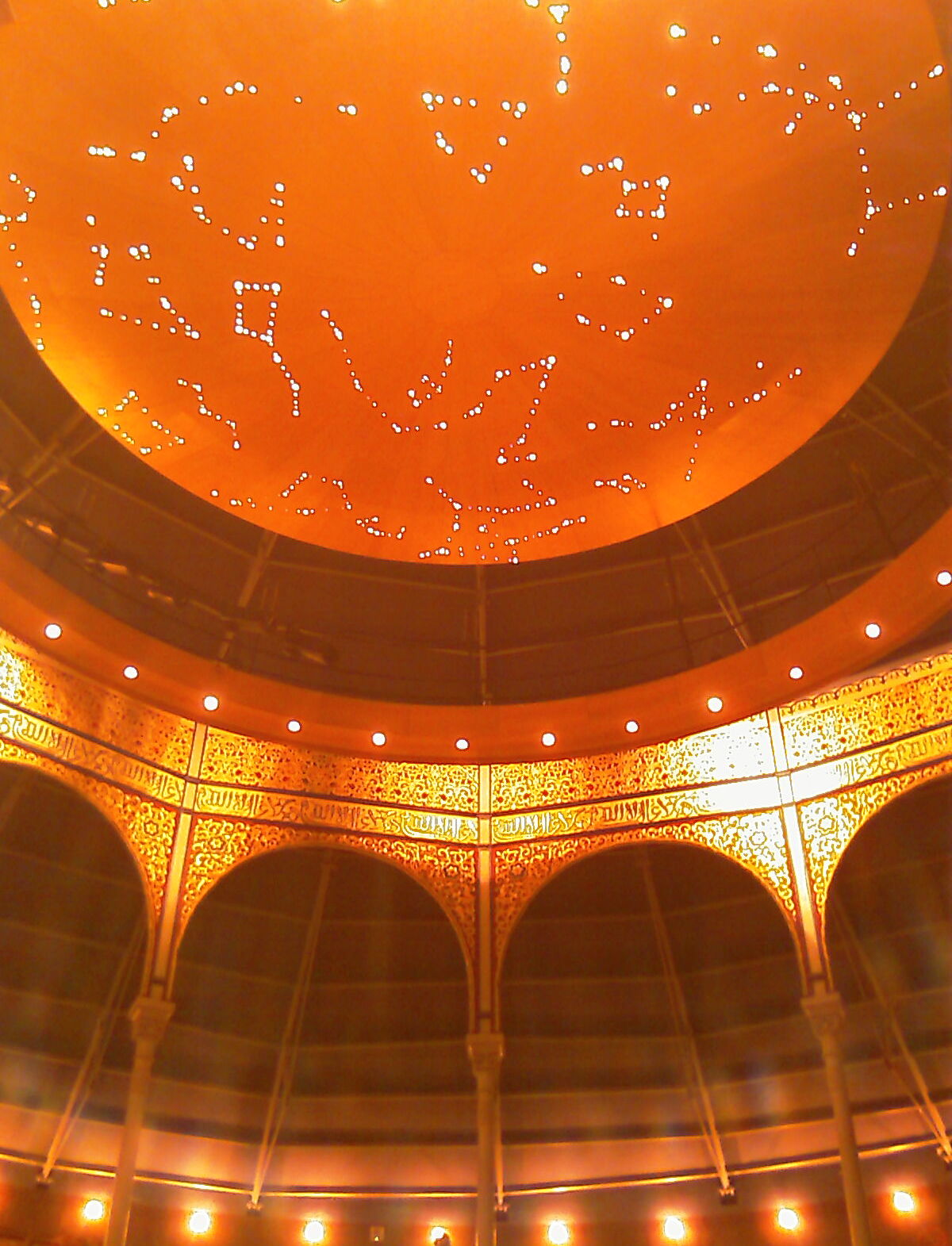
Interior del Teatro Circo de Albacete.

Albacete es una ciudad con una muy rica y variada oferta cultural. El Consorcio Cultural Albacete, creado en 1983, se encarga de la promoción y organización de eventos de carácter cultural en la ciudad y en toda su provincia. En este sentido, también destaca la labor llevada a cabo por el Ateneo Albacetense, con una programación cultural muy variada, que fue fundado en 1.880 en la ciudad. El Instituto de Estudios Albacetenses, perteneciente al Consejo Superior de Investigaciones Científicas, tiene como objetivo la investigación, la documentación y la difusión de la cultura de Albacete y su provincia desde su nacimiento en 1977.

## Actividades culturales

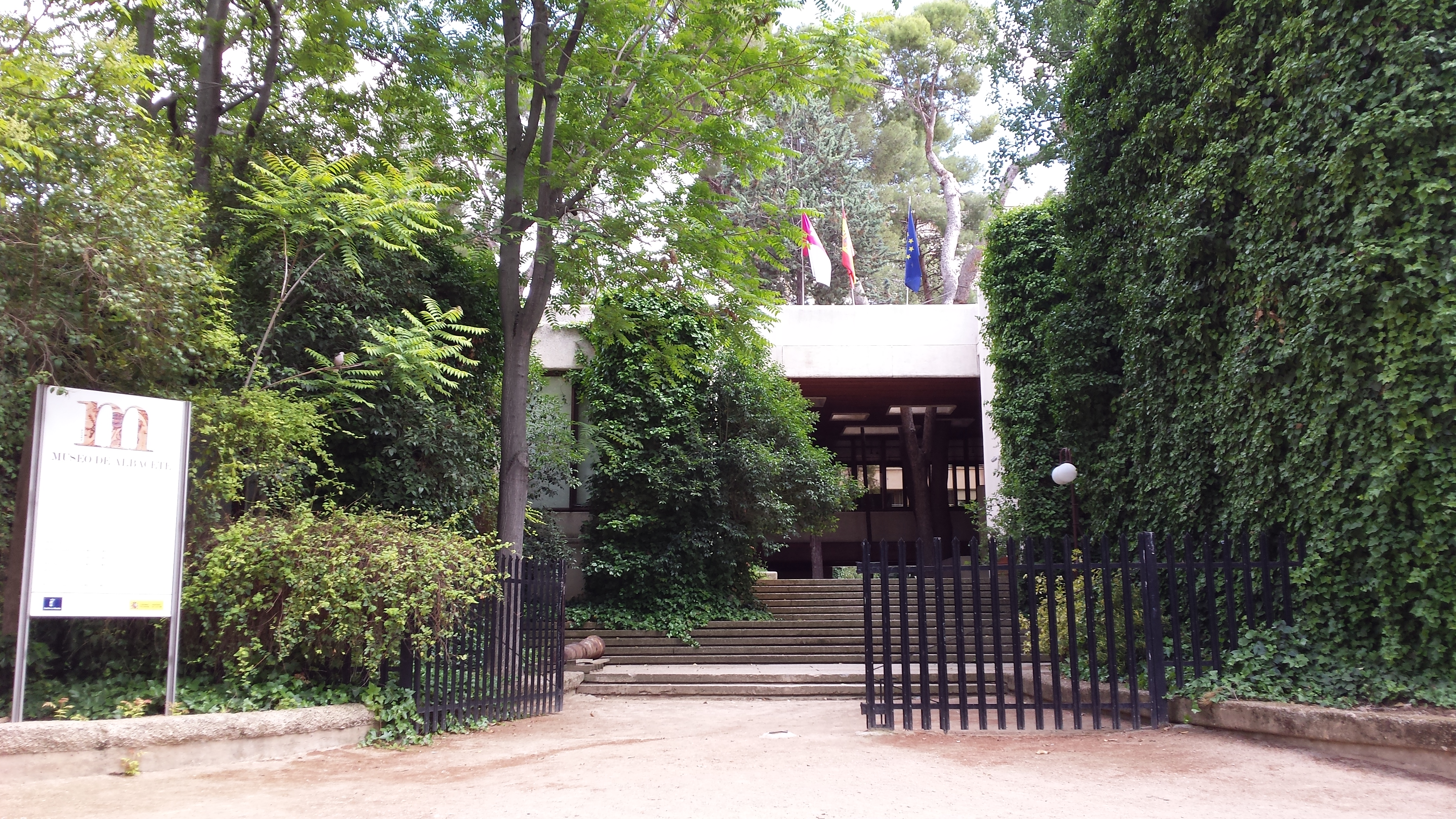
Entrada al Museo Arqueológico de Albacete, en el Parque Abelardo Sánchez.

Albacete dispone de una vida cultural muy activa, en donde, además de los grandes espacios escénicos, museos y cines, que se exponen a continuación, existen otros centros como la Casa de la Cultura José Saramago, y varios auditorios y salas de conferencias de menor tamaño entre las que destacan (entre otros) el Monasterio de la Encarnación, la Obra cultural de CCM, el Palacio de la Diputación Provincial, la Delegación de la Junta de Comunidades o el Ateneo de Albacete (inaugurado en 1880).
Además, en la ciudad se programan eventos de transcendencia nacional e internacional. Albacete alberga anualmente un espectáculo circense, el Festival Internacional de Circo de Albacete. También destacan el Festival Internacional de Cine de Albacete ''Abycine'', uno de los más importantes de España, y la Feria de Artes Escénicas de Castilla-La Mancha, de ámbito internacional.
Otros eventos culturales a destacar son los Premios Nacionales de Teatro Pepe Isbert y el premio amigos del Teatro Circo de Albacete, la publicación de la revista literaria Barcarola, los Festivales de Albacete (que ofrece conciertos de pop y fusión, noches de flamenco, ballet, circo, teatro y humor), el Festival Sol Mestizo, organizado por voluntarios y cuyo trasfondo es la música étnica y los derechos humanos.

## Museos y salas de exposiciones
Museos

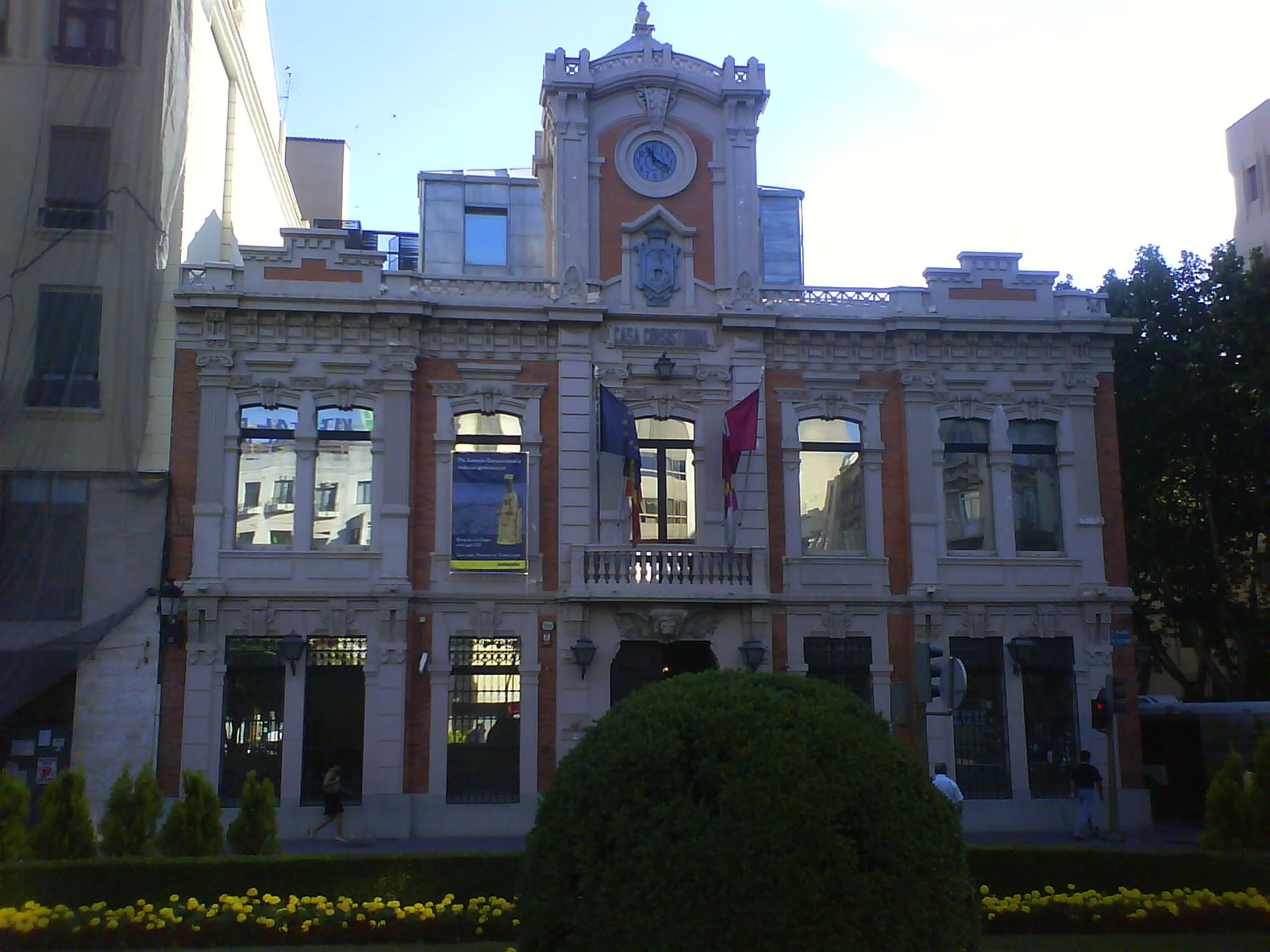
Museo Municipal de Albacete.

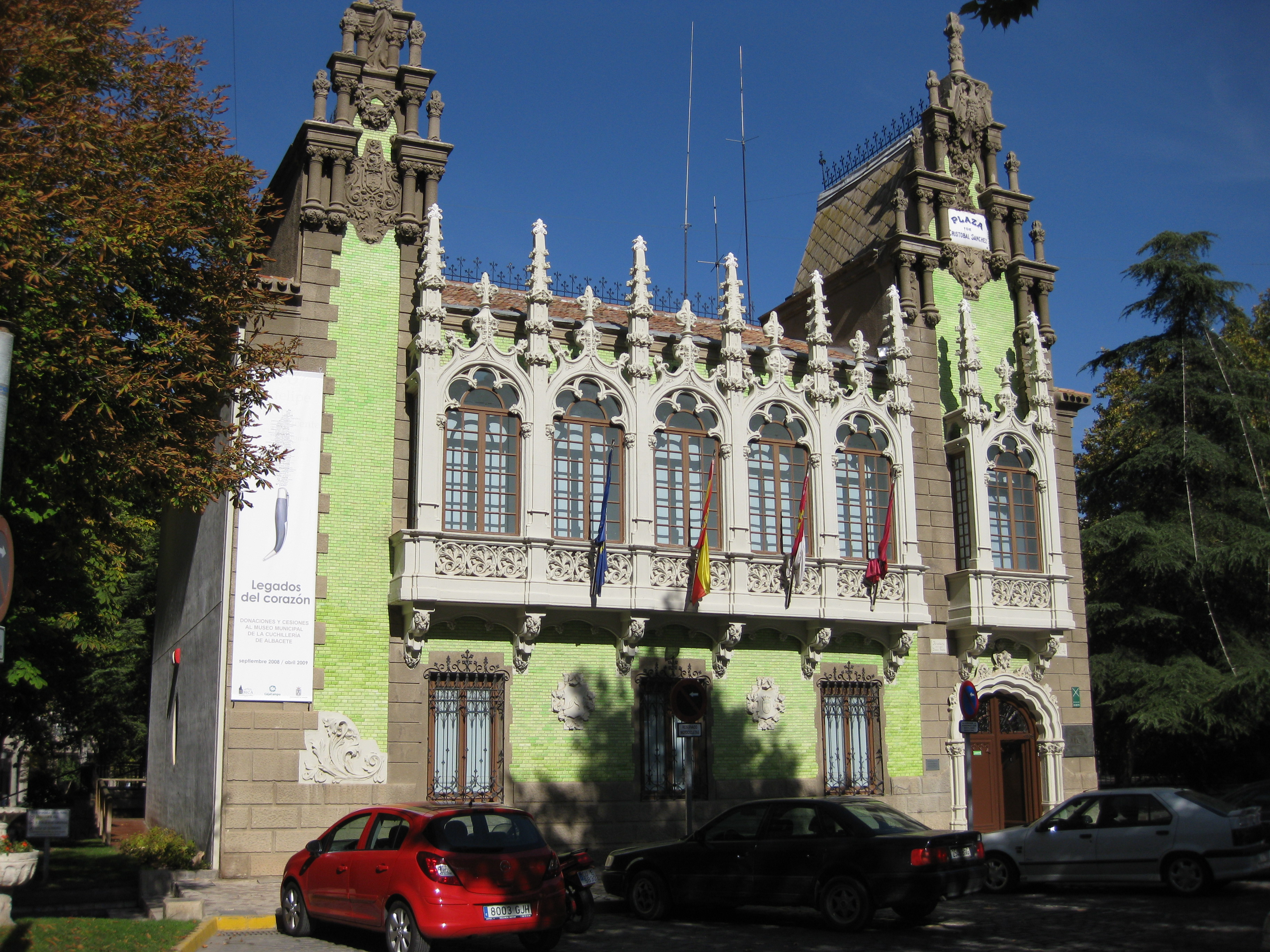
Museo de la Cuchillería de Albacete.

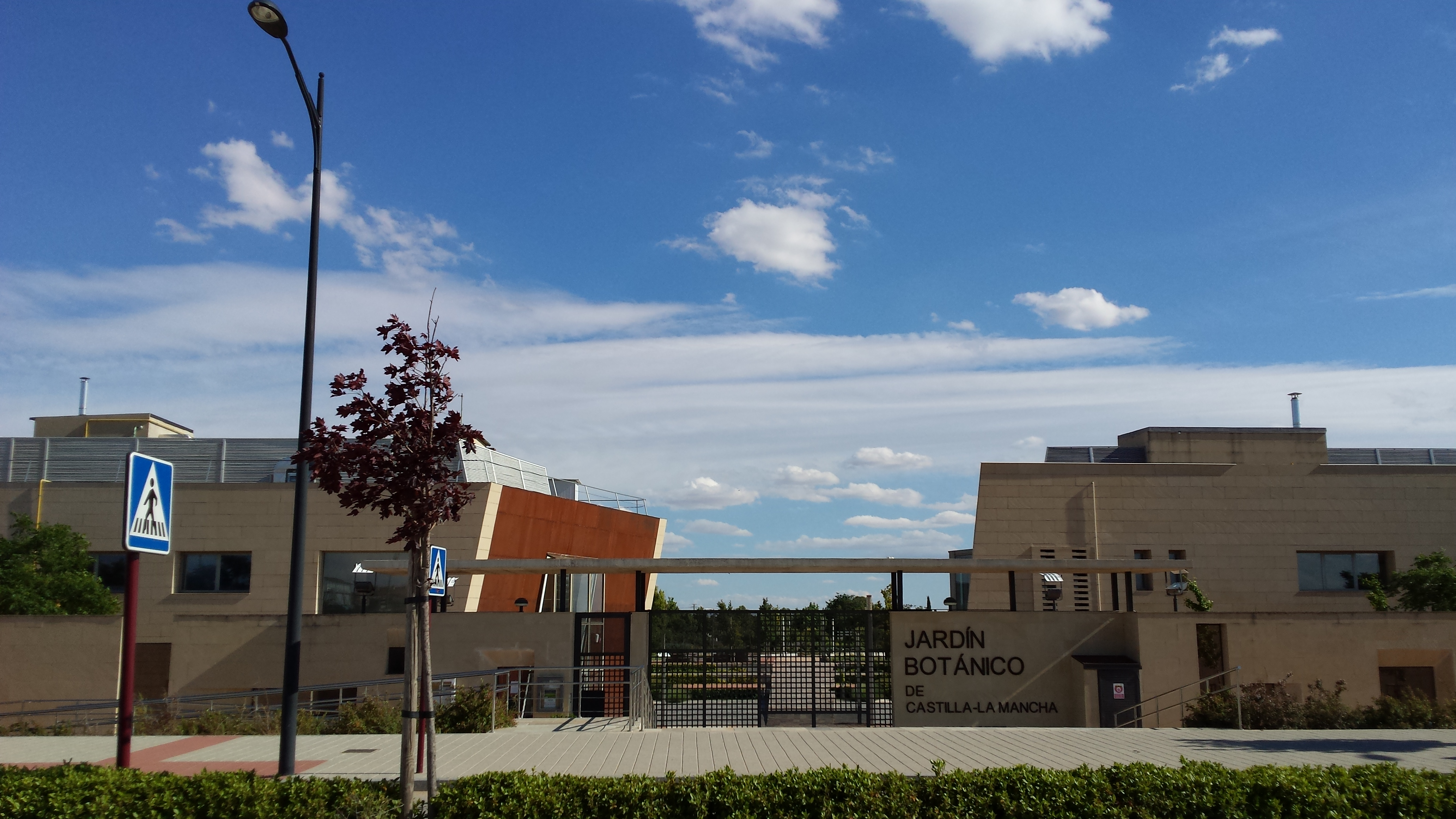
Entrada al Jardín Botánico de Castilla-La Mancha.

- El Museo Arqueológico Provincial de Albacete, situado en el Parque de Abelardo Sánchez, contiene una amplia colección arqueológica de yacimientos de toda la provincia, desde el Paleolítico hasta la Baja Edad Media, así como una importante muestra de la obra del pintor barrajeño Benjamín Palencia.

- El Museo de la Cuchillería de Albacete, en la Plaza de la Catedral, ubicado en la Casa de Hortelano, alberga una amplia colección de la tradicional y reconocida cuchillería local, además de exposiciones temporales sobre cuchillería de todo el mundo. Es uno de los tres únicos museos de Europa sobre la cuchillería.[4]

- El Jardín Botánico de Castilla-La Mancha, situado en la Avenida de La Mancha, frente al Parque Científico y Tecnológico de Castilla-La Mancha, es un museo vivo del mundo vegetal de 7 hectáreas de extensión que alberga más de 1500 especies y 9000 plantas.[5]

- El Museo Municipal de Albacete, está situado en el edificio que ocupó el Ayuntamiento de Albacete hasta 1.986 en la plaza del Altozano. El actual museo fue inaugurado en 1995. Alberga diferentes exposiciones temporales, principalmente de bellas artes y muestras sobre la ciudad.[6]

- El Museo Internacional de Arte Popular del Mundo, comparte instalaciones con el Museo Municipal de Albacete. La exposición permanente fue donada por Juan Ramírez de Lucas a la ciudad de Albacete en el año 1991,[7] y está formada por más de 10 000 piezas adquiridas durante sus múltiples viajes por los cinco continentes.

- El Centro de Interpretación y Sensibilización para la Paz se encuentra en los refugios antiaéreos de la Guerra Civil de la Plaza del Altozano. El centro cuenta con cinco pasillos y 20 hornacinas orientadas a la exposición e información dinámica de la acción de paz. Al mismo entrar al centro se encuentra el pasillo de las exposiciones temporales.[8]

- El Museo Pedagógico y del Niño de Castilla-La Mancha conserva y expone materiales relacionados con la historia de la educación y la infancia en Castilla-La Mancha. Es el único museo a nivel español que abarca todas las manifestaciones de la vida y cultura de los niños.[9]

- El Museo Policial de Albacete realiza un recorrido por los símbolos, prendas de vestir, armamento y vehículos que forman parte de la historia de la policía.[10]

- El Museo del Helado de Albacete recoge la historia de la industria del helado.[11]

Salas de exposiciones
La ciudad dispone también de seis salas de exposiciones y centros culturales, que tratan diferentes aspectos culturales. Se encuentran el Centro Cultural "Caja Castilla-La Mancha", la Sala de Exposiciones del "Colegio Oficial Aparejadores y Arquitectos de Albacete", la "Galería Alusearte", el Centro Cultural "La Asunción", la "Galería de Arte Magnú", o la Sala de Exposiciones "ACDA".

## Bibliotecas y archivos

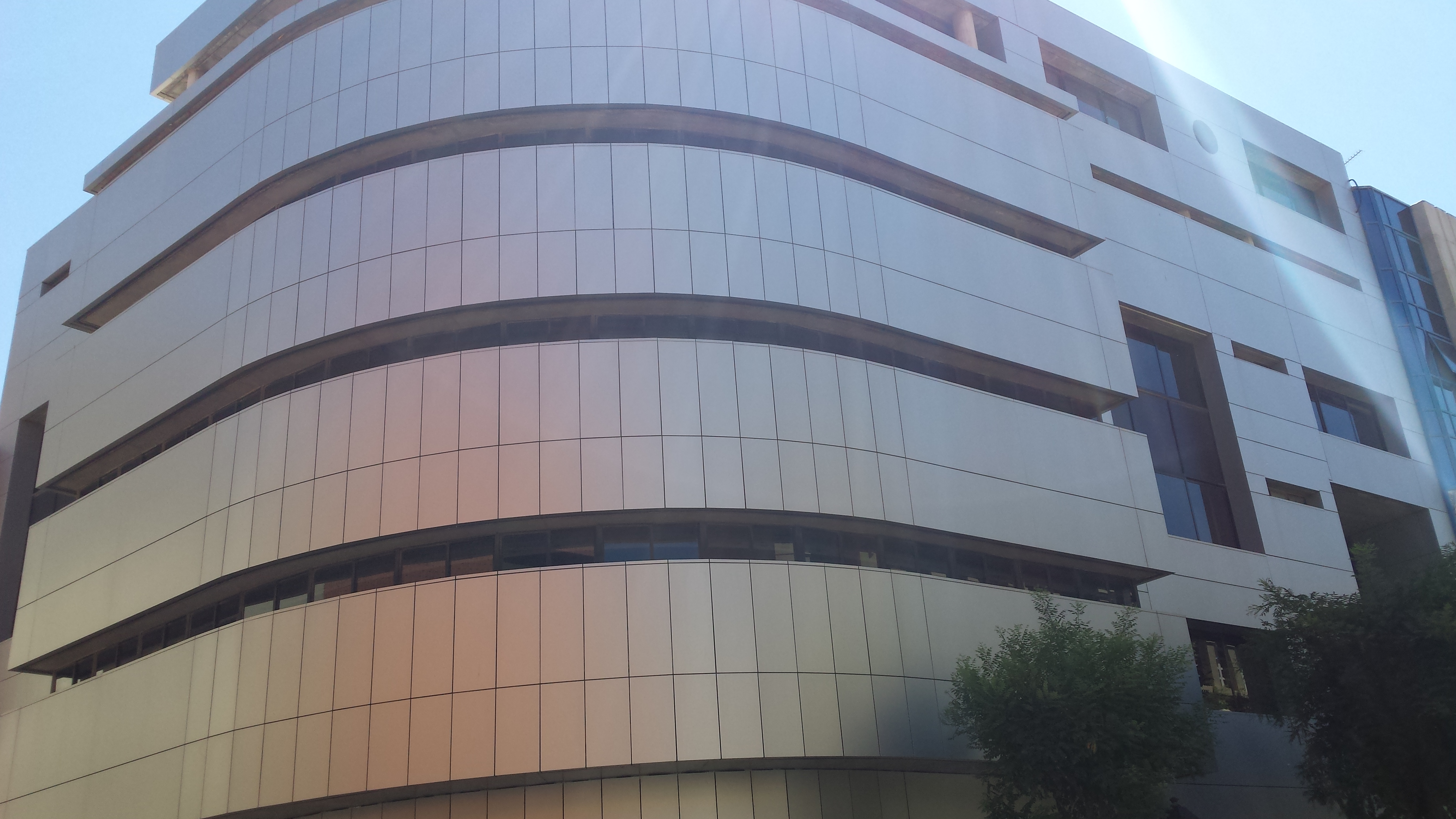
Biblioteca Pública del Estado en Albacete.

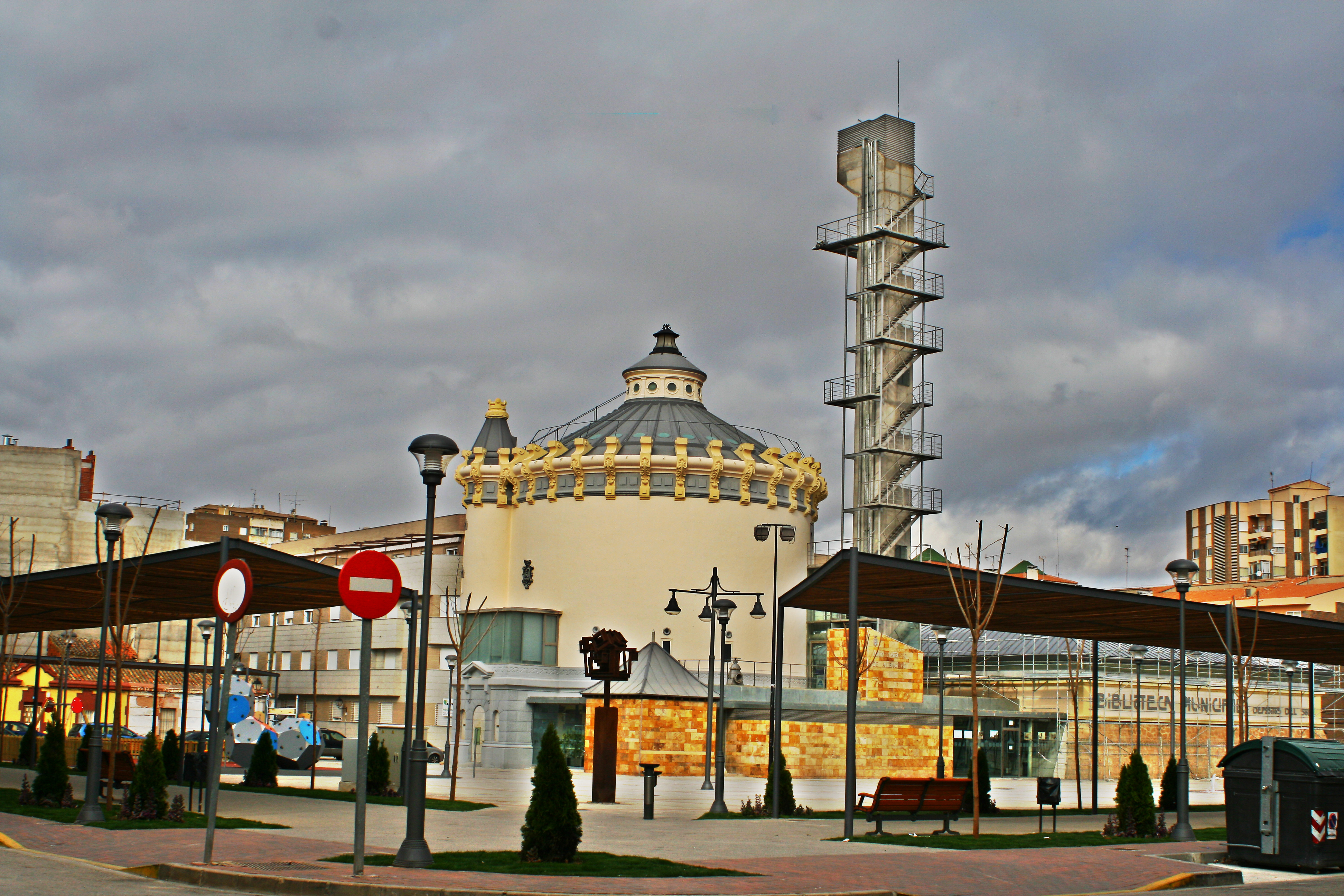
Biblioteca Municipal de los Depósitos del Sol, sede de la Red Pública de Bibliotecas Municipales de Albacete, en la Plaza de los Depósitos del Sol.

La ciudad cuenta con 18 bibliotecas y salas de estudio públicas, además de contar con un bibliobús, que conforman la Red de Bibliotecas Públicas de Albacete. La red pública de bibliotecas está gestionada por la Consejería de Educación, Cultura y Deportes de la Junta de Comunidades de Castilla-La Mancha. Otras bibliotecas son propiedad de las obras sociales de los bancos, como Caja Castilla-La Mancha o de la Universidad de Castilla-La Mancha, o están dedicadas a un campo específico (centros de investigación,...)
La Biblioteca Pública del Estado en Albacete, es el centro de referencia de las administraciones central y autonómica en la provincia de Albacete, que se complementa con el Archivo Histórico Provincial, y el Archivo Municipal.

## Cine y teatro
Cines y filmotecas

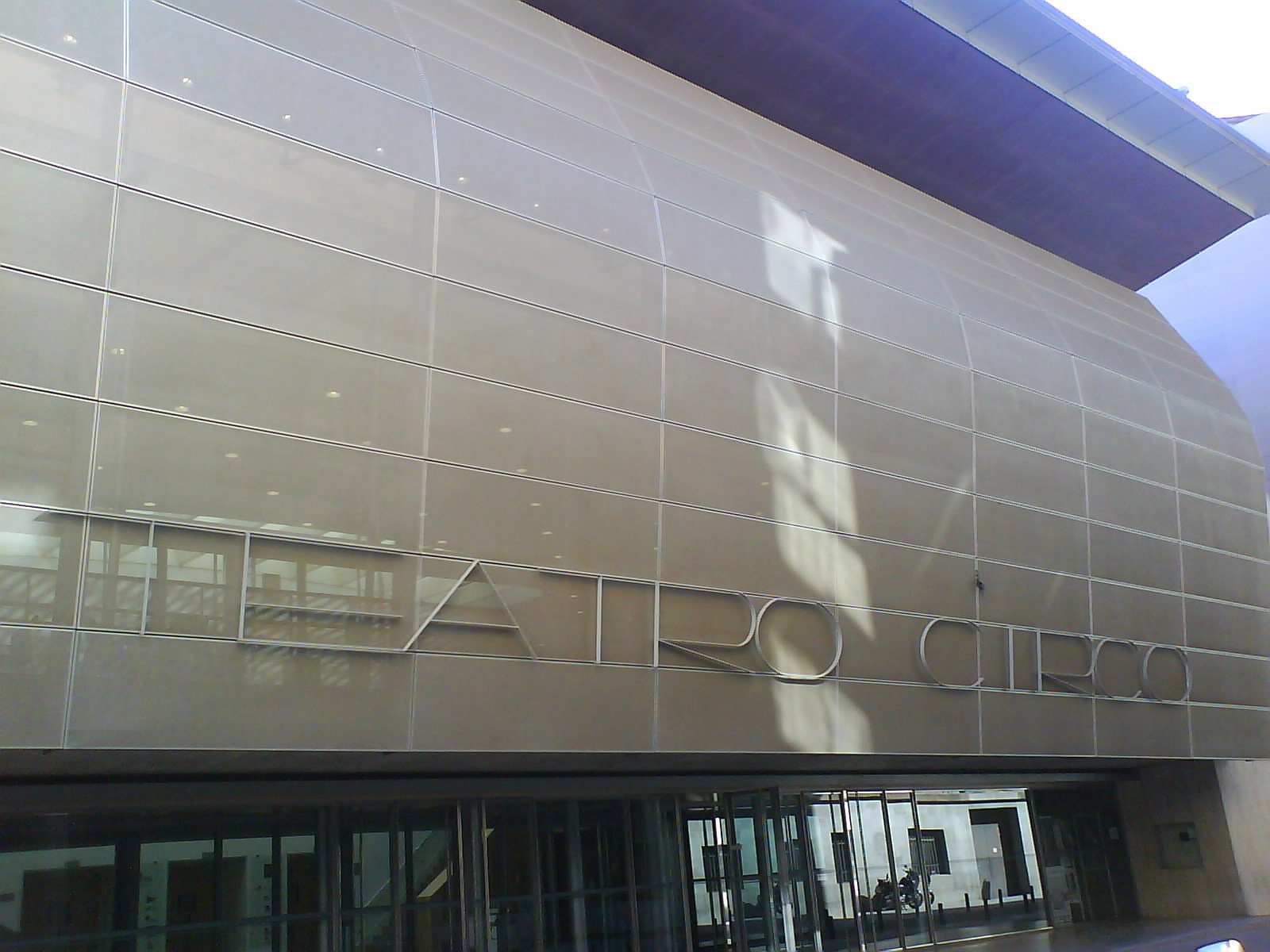
Vista lateral del Teatro Circo de Albacete.

Albacete cuenta con 19 salas de cine distribuidas entre el Centro Comercial Imaginalia (en el noreste de la ciudad), y el Centro Comercial Vialia (en el complejo comercial de la Estación de ferrocarril).
Además, la capital manchega cuenta con la Filmoteca de Albacete ubicada en el Cine Capitol, y creada en 2001, que persigue la recuperación, investigación y difusión del arte cinematográfico en la ciudad.
Espacios escénicos

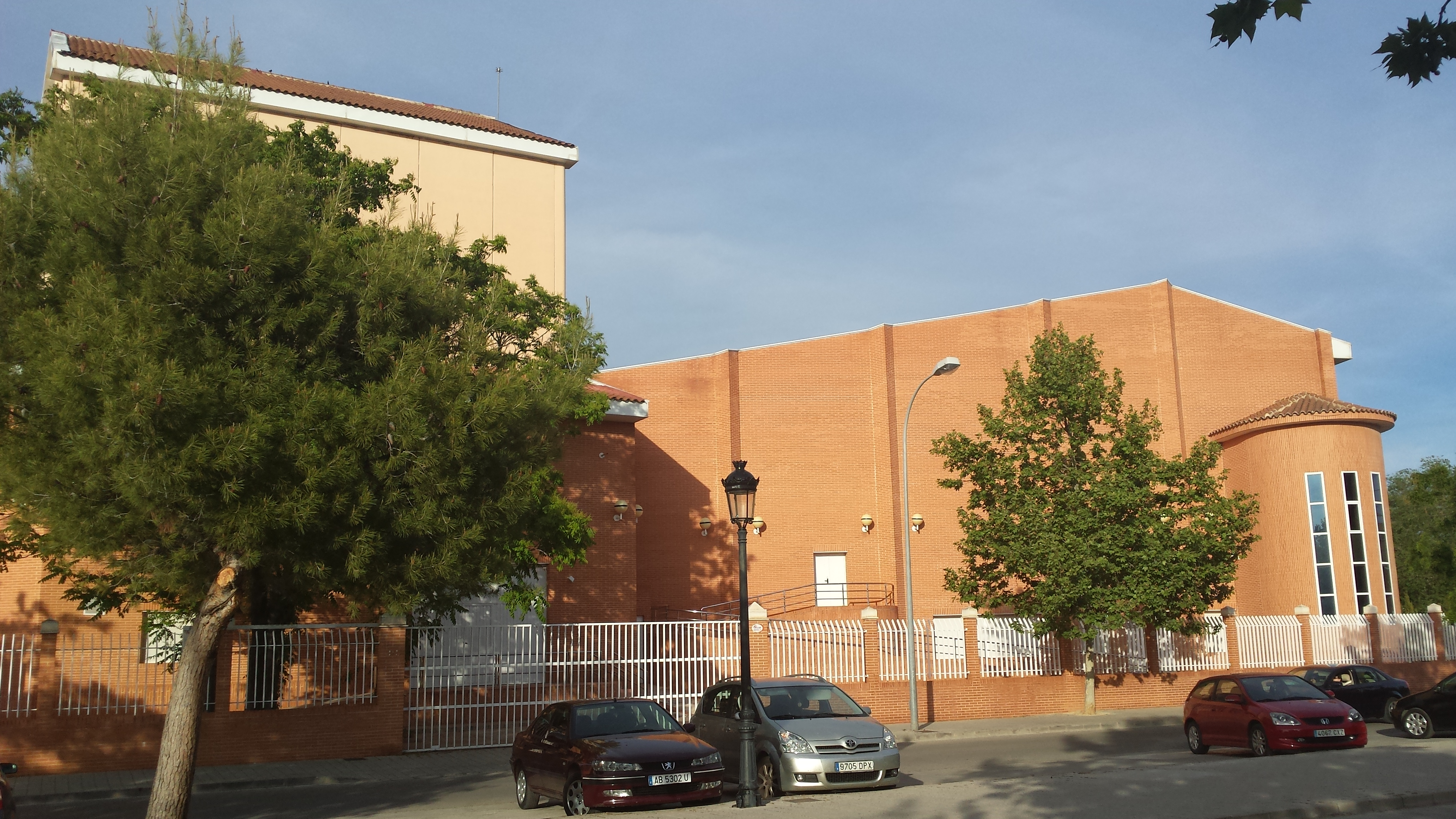
Teatro de la Paz.

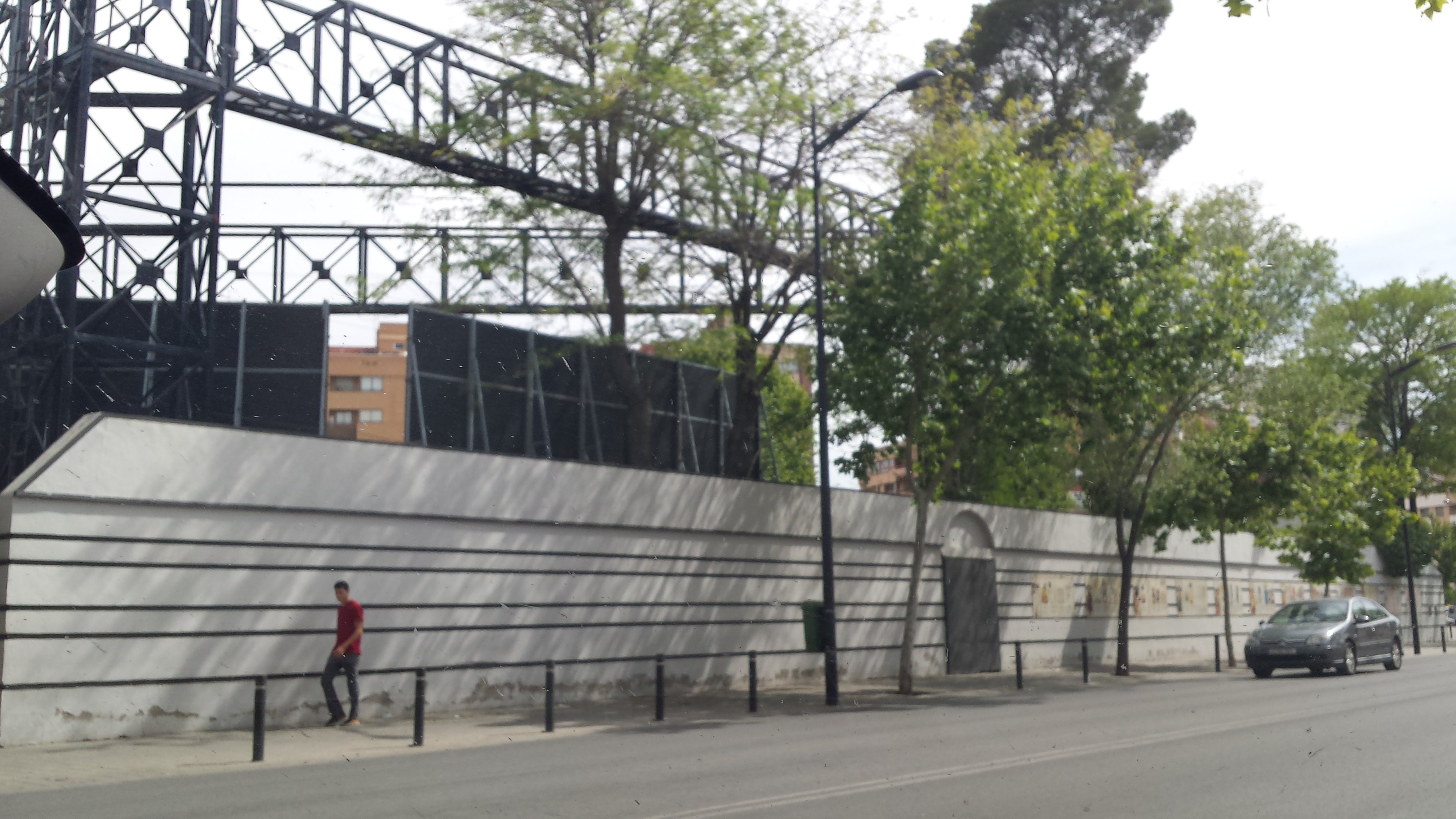
Caseta de los Jardinillos.

La ciudad de Albacete cuenta con numerosos espacios escénicos, entre los que destacan:
- El Teatro Circo de Albacete, inaugurado en 1.887 en estilo neomudéjar, que aún hoy mantiene una doble capacidad escénica (teatro y circo), lo que le convierte en único en España y en uno de los seis teatros circos[19] del siglo XIX existentes en el mundo (entre los que destaca el Coliseo Dos Recreios de Lisboa (Portugal), el Cirque D'Hiver de París (Francia) o el Teatro Bolshói de Moscú (Rusia). Cuenta con 895 localidades en total.[20]

- El Teatro de la Paz cuenta con 645 butacas, ofrececiendo una variada programación a lo largo del año.[21]

- Ea! Teatro, sala de teatro alternativa. Ea! Teatro apuesta por la creación cultural en Albacete a través de la promoción de espectáculos de teatro, música y danza locales y nacionales, así como por la formación a través de un programa de cursos para todas las edades y de un programa de funciones escolares.[22]

- El Auditorio de Albacete, en donde se realizan de forma habitual actividades musicales (conciertos, danza, etc.) y representaciones teatrales, y que dispone de un aforo total de 560 personas, y en donde también se realizan exposiciones pictóricas y fotográficas.

- La Caseta de los Jardinillos es un recinto multiusos al aire libre diseñado para albergar todo tipo de eventos, espectáculos y conciertos situado en el Paseo de la Feria. Cuenta con capacidad para 6300 espectadores.[23]

- El Palacio de Congresos de Albacete, inaugurado en 2007, cuenta con capacidad para cerca de 2.000 personas y acoge todo tipo de eventos.[24]

## Música
La capital albaceteña alberga el Conservatorio Superior de Música de Castilla-La Mancha, la más alta institución musical de la Comunidad. La formación musical en la ciudad comenzó en 1951 con la creación del Real Conservatorio Profesional de Música y Danza de Albacete, al que se uniría en 1993 el Conservatorio Profesional de Música Tomás de Torrejón y Velasco, fruto de la creciente actividad cultural existente.
Albacete cuenta con la única banda sinfónica profesional de Castilla-La Mancha. Desde su constitución en 1859, la Banda Sinfónica Municipal de Albacete es un referente que acompaña cada acto de relevancia que acontece no solo en la ciudad, sino en toda Castilla-La Mancha. La banda, compuesta por 44 músicos, está dirigida, desde 2012, por Francisco Grau, cuya trayectoria le ha llevado a dirigir los más importantes conjuntos instrumentales del país como la Orquesta Nacional de España.
Por otro lado, en la ciudad se celebran varios festivales de música de interés como el Festival Lírico Internacional, el Festival Internacional de Música de Cámara, los Festivales Internacionales de Piano y Guitarra, o el Festival Internacional de Jazz.

## Danza

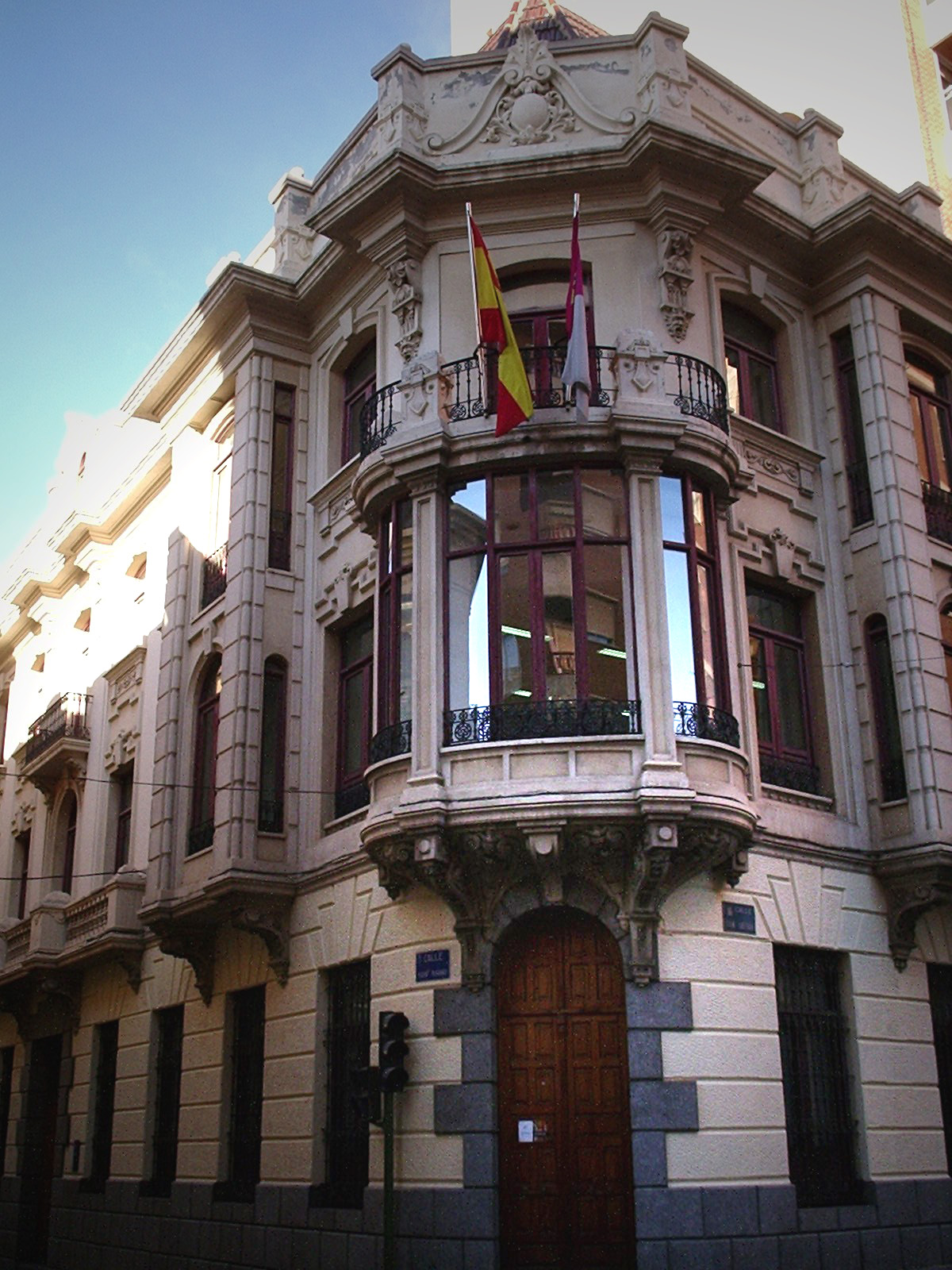
Sede del Archivo Histórico Provincial de Albacete.

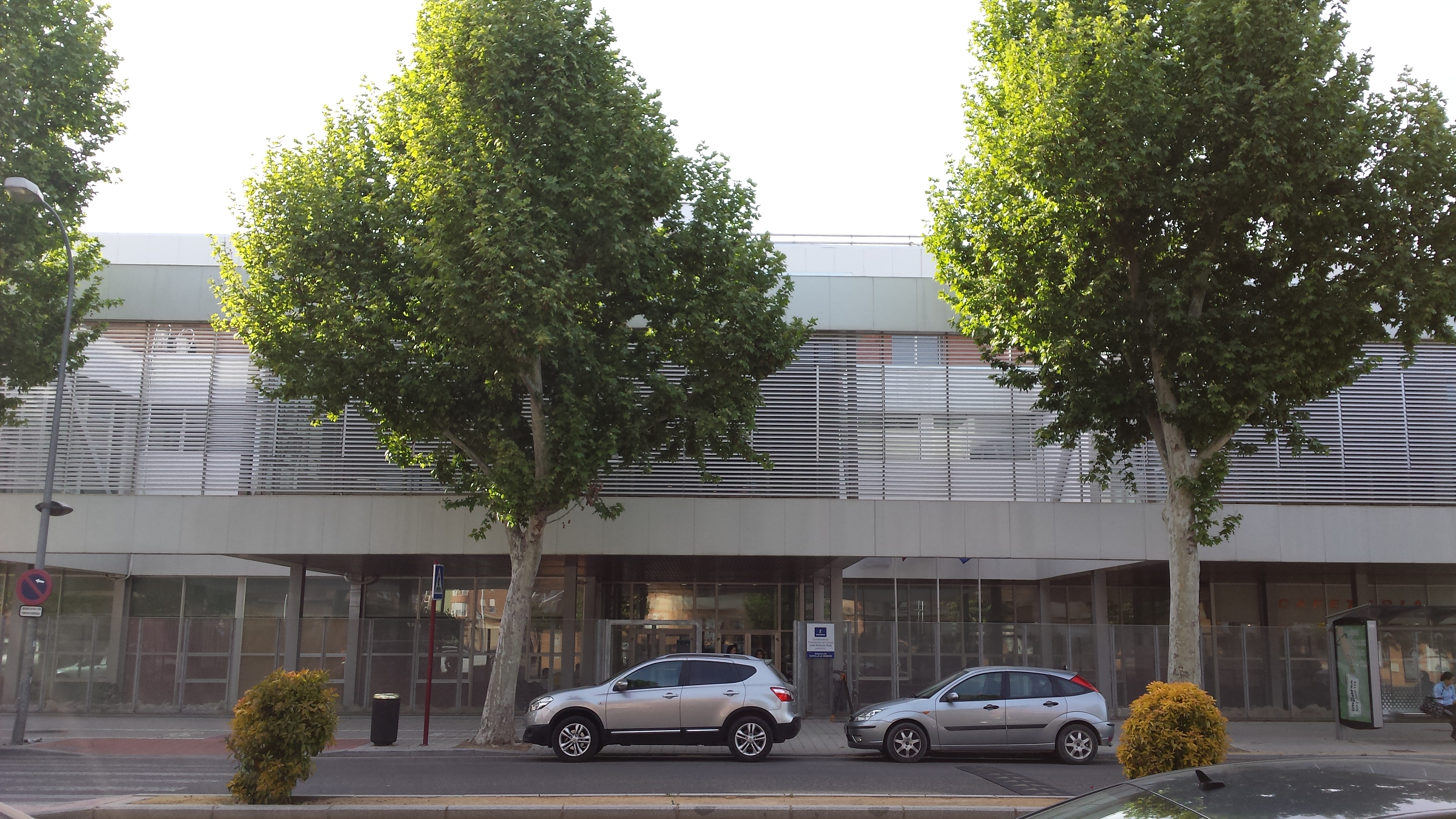
Conservatorio Profesional de Danza de Albacete, de ámbito regional.

El canto y baile típico de Albacete son las seguidillas manchegas, aunque también se considera como variedad la jota manchega.
La formación en danza de mayor nivel que se lleva a cabo en la ciudad tiene lugar en el Conservatorio Profesional de Danza José Antonio Ruiz, creado como tal en 2007 recogiendo el testigo de las enseñanzas profesionales de danza que se venían impartiendo en el Real Conservatorio Profesional de Música y Danza desde muchos años atrás. Actualmente se imparten las especialidades profesionales de Danza Clásica y Danza Española. Sin embargo, en el Real Conservatorio Profesional de Música y Danza se siguen impartiendo enseñanzas elementales de danza.

## Pintura y artes plásticas
La pintura de Albacete está marcada por la obra de artistas como Benjamín Palencia, José Pérez Gil, Rafael Requena, Pedro Torres Cotarelo, Antonio López o Casimiro Escribá, nacidos en distintos puntos de la geografía provincial y fuera de ella.[cita requerida]
Entre las obras pictóricas destaca Los murales de Casimiro Escribá que, con sus 975 metros cuadrados y 5 años de duración, decora el interior de la Catedral de Albacete.
La Bienal de Artes Plásticas Ciudad de Albacete se celebra cada dos años y en 2014 otorgó un premio de 10 000 € al ganador. Cada año, la ciudad acoge la Cátedra Extraordinaria Ciudad de Albacete, impartida por el pintor y escultor Antonio López García, Premio Príncipe de Asturias de las Artes en 1985. En otoño, el ayuntamiento de Albacete entrega el Premio de Artes Plásticas Ciudad de Albacete a la mejor obra de la provincia.

## Fiestas populares

### Feria de Albacete

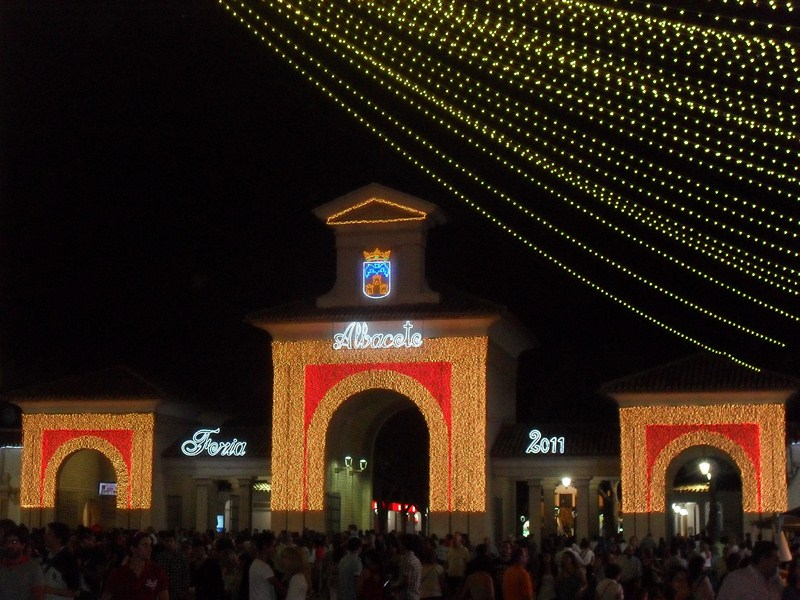
Puerta de Hierros del Recinto Ferial durante la Feria de Albacete 2011.

Del 7 al 17 de septiembre se celebra la Feria de Albacete, fiesta declarada de Interés Turístico Internacional. Es la "fiesta grande" del calendario albaceteño. En 2010 se celebra el tercer centenario de la declaración de feria franca por Felipe V, si bien ésta ya se celebraba varios siglos atrás. Se celebra en honor a la patrona de la ciudad, la Virgen de Los Llanos, y viene acompañada de una de las ferias taurinas más importantes del calendario nacional.
Comienza el día 7 por la tarde con una cabalgata de carrozas desde la Plaza de Gabriel Lodares hasta la Puerta de Hierros del Recinto Ferial, tras la cual tiene lugar la apertura de la misma. Desde entonces, y durante diez días, tienen lugar numerosas actividades lúdicas, culturales y deportivas por toda la ciudad, pero especialmente concentradas en torno al Paseo de la Feria, al Recinto Ferial y a sus alrededores (la llamada Cuerda), donde se asientan atracciones de todos los tipos y casetas de todas las asociaciones.

### Fiestas de San Juan

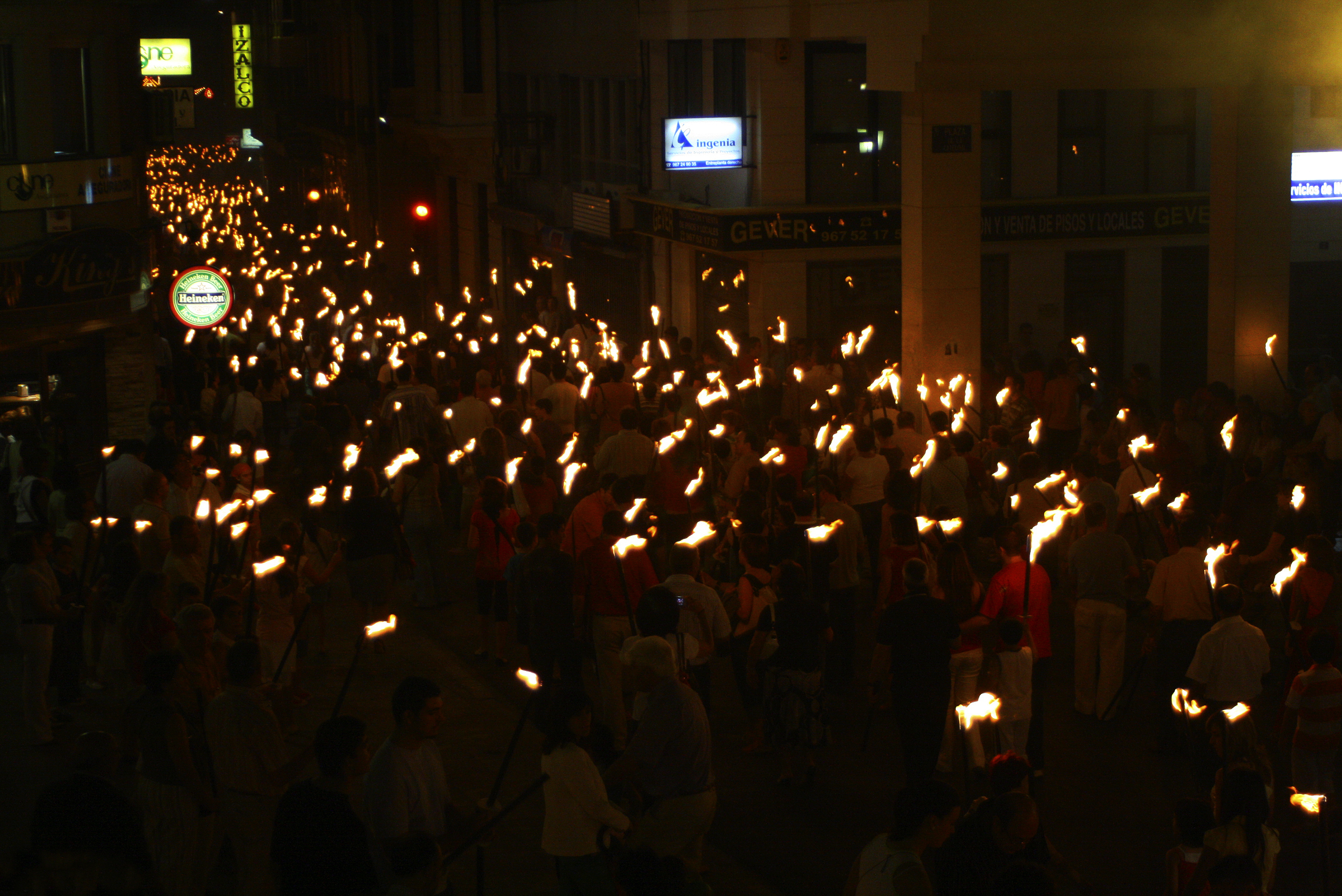
Desfile de Antorchas de las Fiestas de San Juan.

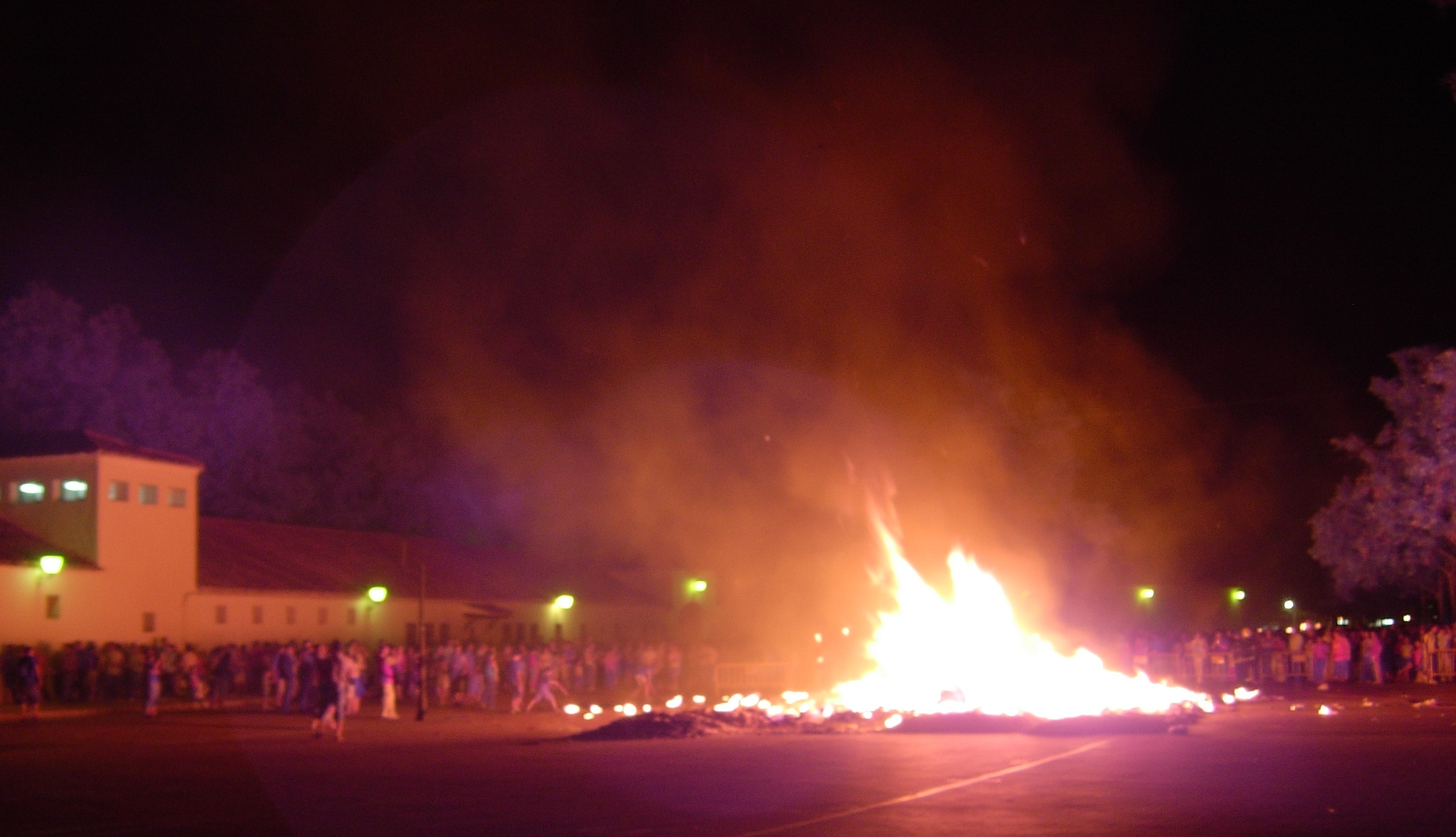
Hoguera de San Juan en los Ejidos de la Feria.

En los días anteriores al 24 de junio, festividad de San Juan Bautista, patrón de Albacete, se celebran las fiestas en su honor. Estas vienen acompañadas de actividades culturales, deportivas y de ocio en diversos puntos de la ciudad.
El punto culminante de las fiestas tiene lugar el 24 de junio y su víspera, la noche de San Juan (del 23 al 24 de junio). Esa noche se lleva a cabo el desfile de antorchas desde el Ayuntamiento hasta los Ejidos de la Feria, donde se prende fuego a la Hoguera de San Juan, donde se queman viejos enseres y trastos. A continuación se realiza un gran castillo de fuegos artificiales y una verbena en el Recinto Ferial.
Finalmente, el día 24 se lleva a cabo una romería en la que se traslada a San Juan desde la Catedral hasta el Parque de la Fiesta del Árbol.

### Semana Santa
Entre el Domingo de Ramos y el Domingo de Resurrección se celebra en Albacete la Semana Santa, en la que las distintas cofradías recorren la ciudad en procesiones, acompañadas de los pasos y del toque de las cornetas y tambores.
Año tras año, la Semana Santa de Albacete ha ido cobrando más prestigio, habiendo sido catalogada como Fiesta de interés Turístico Regional. Las mejores procesiones se celebran: el Jueves Santo a las 12 de la noche (Procesión del Silencio) y el Santo Entierro que se celebra el Viernes Santo.

### Carnaval
El jueves anterior al miércoles de ceniza se celebra el Día de la Mona (Jueves Lardero), en el que tradicionalmente las familias van a comer la mona al Parque de la Fiesta del Árbol o al parque periurbano de La Pulgosa, donde además se celebran actividades infantiles.
El fin de semana anterior al miércoles de ceniza (inicio de la cuaresma) se celebra el Carnaval, con cabalgatas de disfraces y concursos de chirigotas.
Finalmente, el miércoles de ceniza se celebra el Entierro de la Sardina, en el que una falla con forma de sardina (Doña Sardina) es trasladada con cortejo fúnebre desde la Plaza de Gabriel Lodares hasta la Plaza del Altozano, donde es juzgada, condenada y quemada.

### Otras celebraciones
- En Navidad, las calles de Albacete se engalanan con luces y adornos para celebrar las fiestas. El día 5 de enero tiene lugar la llegada y Cabalgata de los Reyes Magos, que acompaña a los Reyes Magos por las calles de la ciudad, desde el Asilo de San Antón hasta el Ayuntamiento.

- El 17 de enero, día de San Antonio Abad, se celebra San Antón, siendo tradicional la bendición de los animales por el obispo en el Asilo de San Antón. Es típico comprar unos dátiles y merendar unos churros.

- Es costumbre en Albacete cantar los Mayos en la Plaza Virgen de Los Llanos en la medianoche del 30 de abril al 1 de mayo.

- Cada vez se celebra con mayor intensidad la fiesta de Halloween la noche del 31 de octubre, donde son habituales las fiestas de disfraces o las típicas calabazas encendidas.

- En los últimos años se han extendido por toda la ciudad las fiestas de los barrios:[40]
  - Del 12 al 18 de mayo: Fátima.
  - Del 30 de mayo al 1 de junio: Villacerrada.
  - Del 6 al 8 de junio: La Pajarita y La Estrella.
  - Del 12 al 15 de junio: Polígono San Antón y Parque Sur.
  - Del 13 al 15 de junio: Feria e Industria.
  - Del 21 al 24 de junio: Sepulcro-Bolera.
  - Del 27 al 29 de junio: Santa Teresa, San Pablo, Pedro Lamata y Hospital.
  - Del 4 al 6 de julio: Vereda.
  - Del 10 al 13 de julio: Carretas-Huerta de Marzo.
  - Del 11 al 13 de julio: La Milagrosa y Hermanos Falcó.
  - Del 18 al 20 de julio: Canal de María Cristina.
  - Del 31 de julio al 3 de agosto: San Pedro-Mortero.
  - Del 29 al 31 de agosto: Cañicas y Casas Viejas.
  - Del 3 al 5 de octubre: Franciscanos.
  - Del 10 al 12 de octubre: El Pilar.

## Artesanía

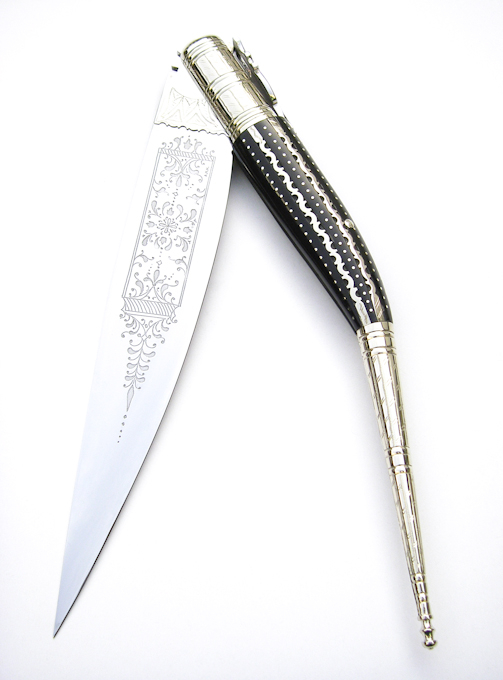
Navaja artesana fabricada en Albacete grabada por Antonio Montejano.

La artesanía de Albacete está íntimamente ligada a la cuchillería desde el siglo XV, y cuenta con una amplia variedad de formas que se relacionan con su uso específico. La navaja típica de Albacete cuenta con un mecanismo de muelle o carraca que la diferencian del resto. El devenir de los tiempos ha ido modelando y diversificando la fabricación de las mismas, dando lugar a la fabricación de tijeras, puñales, dagas y en la actualidad hasta escalpelos para medicina. Actualmente el sector cuchillero se ha modernizado y trasladado en gran parte a las zonas industriales de la ciudad, compitiendo con el mercado asiático. De la unión entre la cuchillería y el acervo albaceteño viene el dicho de que "la navaja de Albacete no se regala, se vende al amigo a un precio simbólico, para que no se corte la amistad". La historia de la cuchillería albaceteña puede visitarse en el Museo de la Cuchillería de Albacete.

## Tauromaquia

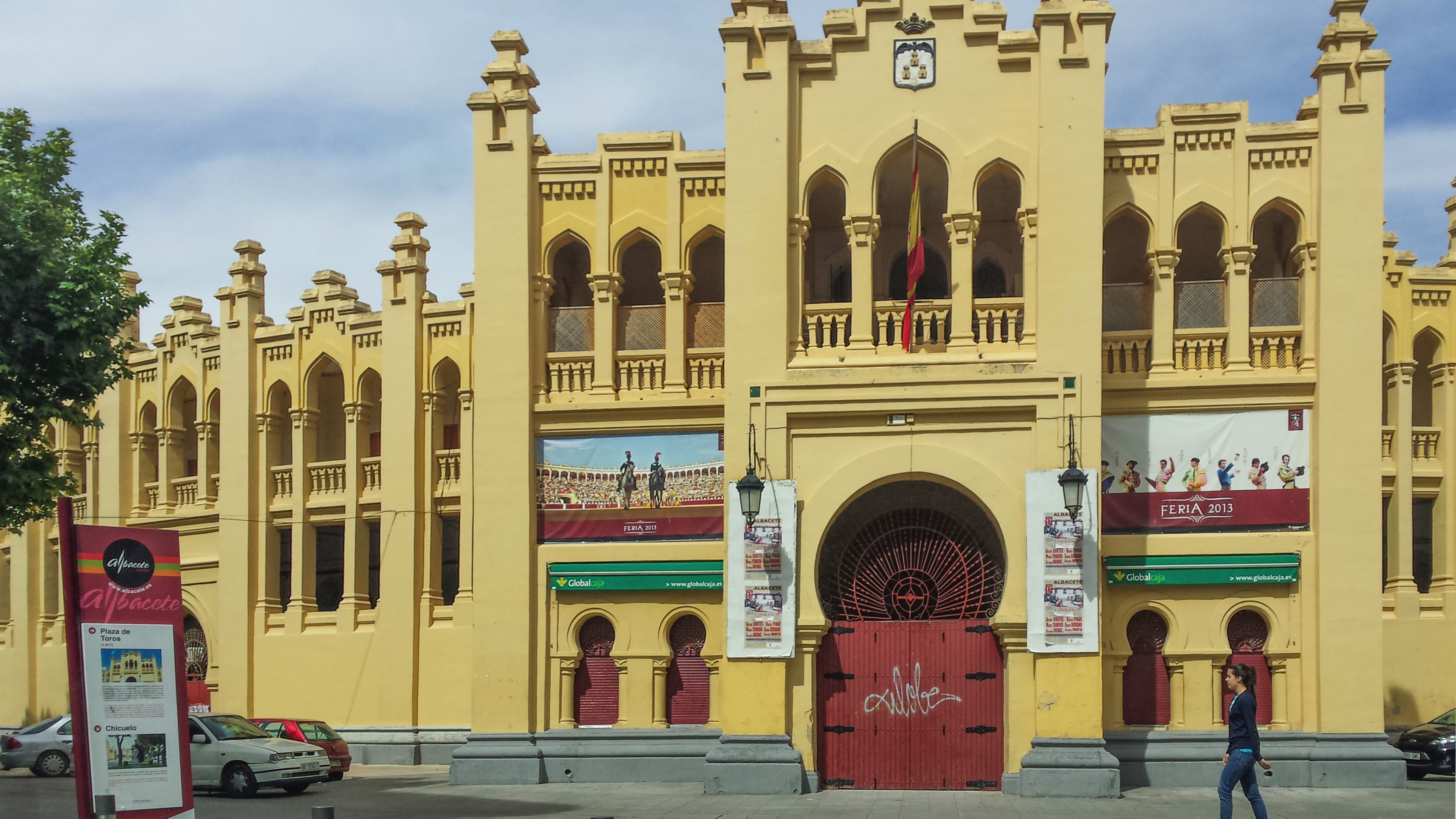
Plaza de toros de Albacete.

La tauromaquia está muy arraigada en la ciudad de Albacete. Entre otras cuestiones, el sector ganadero tiene bastante presencia en la provincia, donde se encuentran importantes ganaderías como Samuel Flores, Las Ramblas, El Pizarral, Los Chospes, Ruiz Yagüe o Sonia González.
La ciudad cuenta con una escuela de tauromaquia, la Escuela Taurina de Albacete, en donde se forman algunos de los toreros del futuro, y con una importante Plaza de toros, de segunda categoría administrativa (aunque celebra más eventos taurinos que la mayoría de cosos de primera), con un aforo de 12 000 espectadores, siendo sus espectáculos principales los celebrados durante la Feria Taurina de Albacete en el mes de septiembre, en donde se dan cita durante diez días las principales figuras del toreo mundial, con una importante presencia de toreros castellano-manchegos. Dada su gran tradición taurina, Albacete acogió en 2015 el I Congreso Internacional de la Tauromaquia.
También hay que destacar la celebración todos los años del «Festival Taurino a beneficio de Asprona», la Asociación para la atención a Personas con Discapacidad Intelectual y sus Familias de la Provincia de Albacete, en el que participan altas figuras del toreo.
Por su parte, en la ciudad de Albacete han nacido algunas grandes figuras del toreo como Dámaso González, o más actualmente Manuel Amador, Manuel Caballero o Miguel Tendero.

## Gastronomía

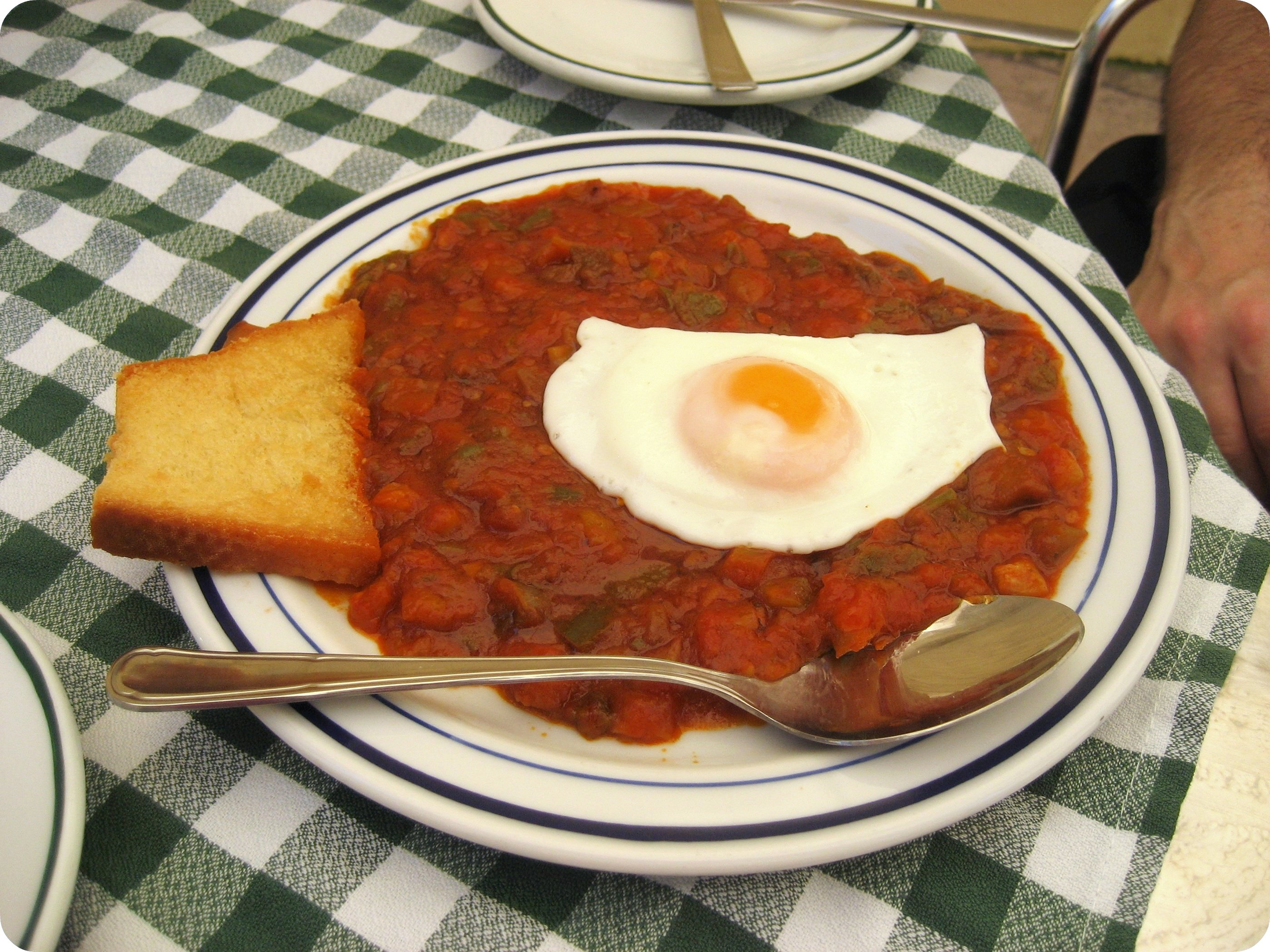
Montaje de pisto manchego con un huevo frito.

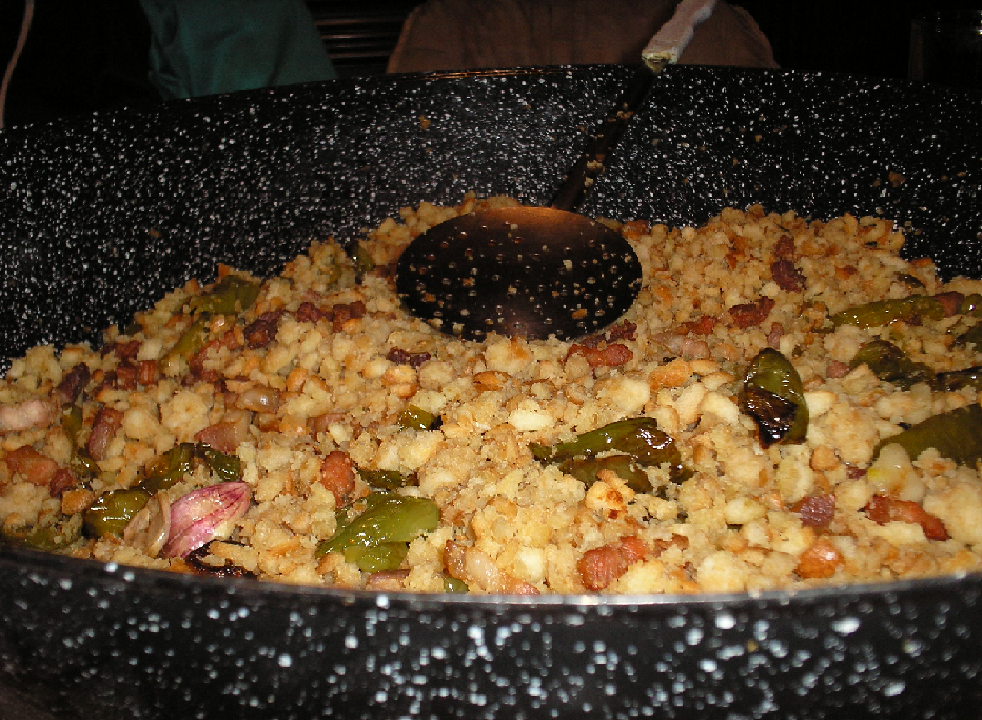
Migas, plato típico de la cocina albacetense.

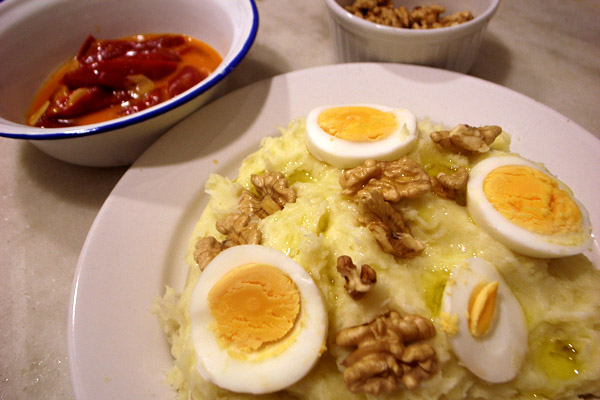
Atascaburras servido con sus rodajas de huevo duro.

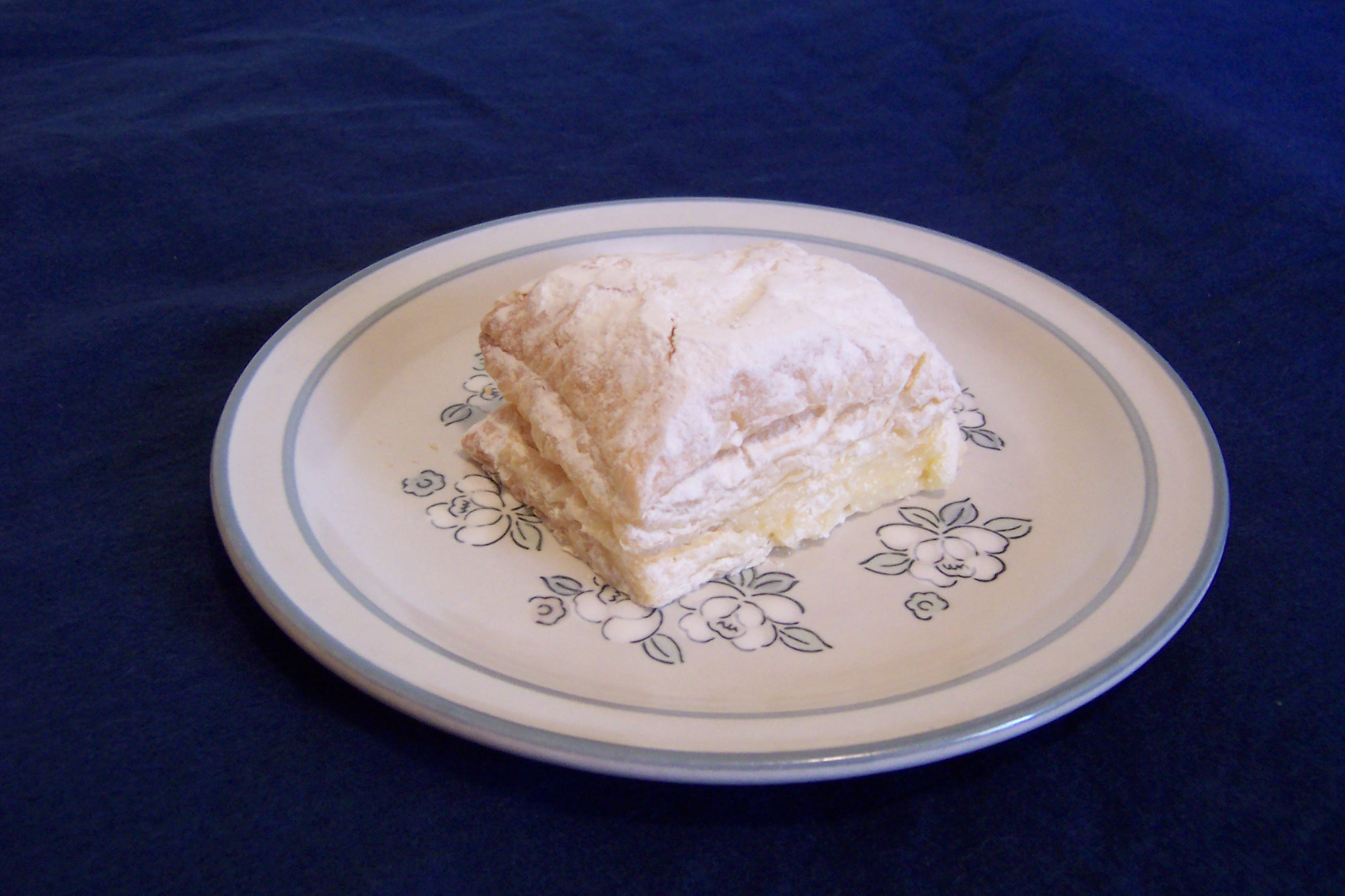
Popular dulce conocido como Miguelito cuyas raíces proceden de la vecina localidad de La Roda.

La gastronomía albaceteña es muy rica y variada, en donde se fusiona la tradicional cocina castellana con las influencias levantinas y manchegas.
Destaca el típico plato del Gazpachos manchegos con carne de caza, las migas ruleras, las gachas de pastor (con tocino fresco y harina de guijas o panizo), el pisto manchego o el Moje durante la época del verano, que combina tomate y pimiento, las judías con perdiz o el popular atascaburras cuya base es el huevo, aceite y bacalao, y cuyo origen se remonta a los fríos inviernos de La Mancha albacetense, como también el ajo de mataero. La cocina albaceteña se nutre de ingredientes de primerísima calidad como la carne de cordero manchego (que cuenta con una Indicación Geográfica Protegida), así como el queso manchego (que tiene Denominación de origen protegida), o los vinos de la tierra (D.O La Mancha, D.O. Almansa, D.O. Manchela), cuyos derivados crean las delicias de los comensales como la cuerva, el zurracapote, el orujo o la paloma.
En cuanto a los postres, destacan sobre todo los miguelitos de La Roda, las flores y hojuelas, hechas a base de harina, huevos, aceite de girasol, azúcar, anís seco y miel de romero, postre del cual deriva la frase albaceteña de que cuando toda va bien "va como miel sobre hojuelas", los bollos de mosto, los suspiros, etc.
Entre abril y agosto se pueden degustar muchos de estos platos en las populares tascas de la Feria, con una capacidad total de más de 2.000 personas que se acomodan en el paseo ferial y donde es complicado encontrar mesa en las noches de los fines de semana. Caracoles, chorizos, morcillas, forro y otras delicias de la zona pueden degustarse por un módico precio.

## Religión

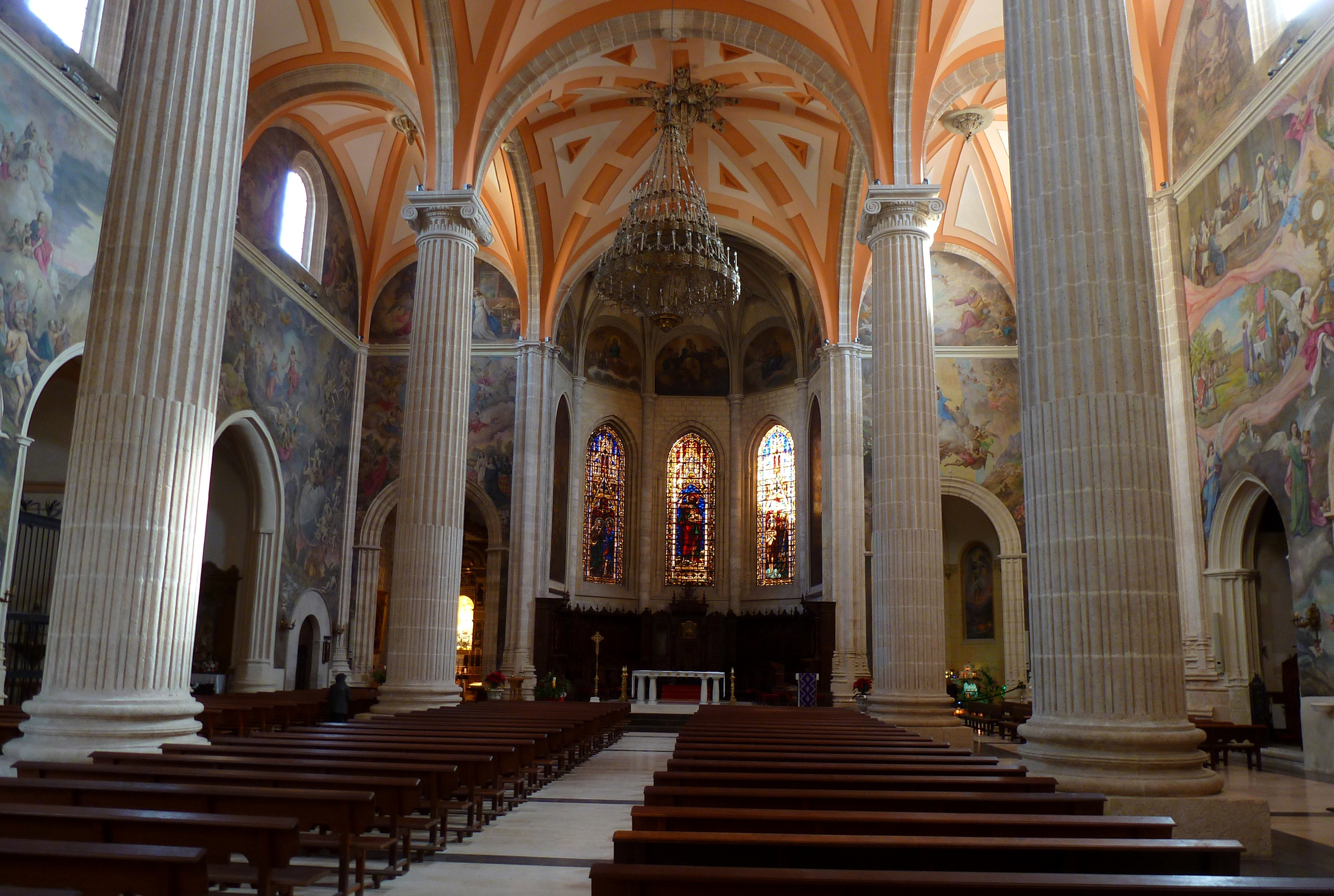
Vista interior de la Catedral de Albacete.

La capital es sede de la Diócesis de Albacete, en la que se integran, en tres arciprestazgos de la misma, las 20 parroquias que alberga, entre ellas, la Catedral de Albacete. San Juan es el patrón de la ciudad y la Virgen de Los Llanos su patrona.  Otros organismos presentes en la capital son el Seminario Diocesano, la Casa Sacerdotal, la Casa Diocesana de Ejercicios, el Colegio Diocesano, el Instituto Teológico Diocesano, Cáritas Diocesana de Albacete o Manos Unidas. Además, Albacete alberga varios centros de culto de otras religiones, si bien en los últimos años está cobrando mucha importancia el ateísmo (no creyentes).

## Sociedad, ocio y entretenimiento
En Albacete existe una amplia programación de ocio y entretenimiento, que abarca un gran número de campos, al alcance tanto de visitantes como de los propios ciudadanos. De las actividades de ocio que se realizan pueden destacarse las siguientes:

### Mercadillos

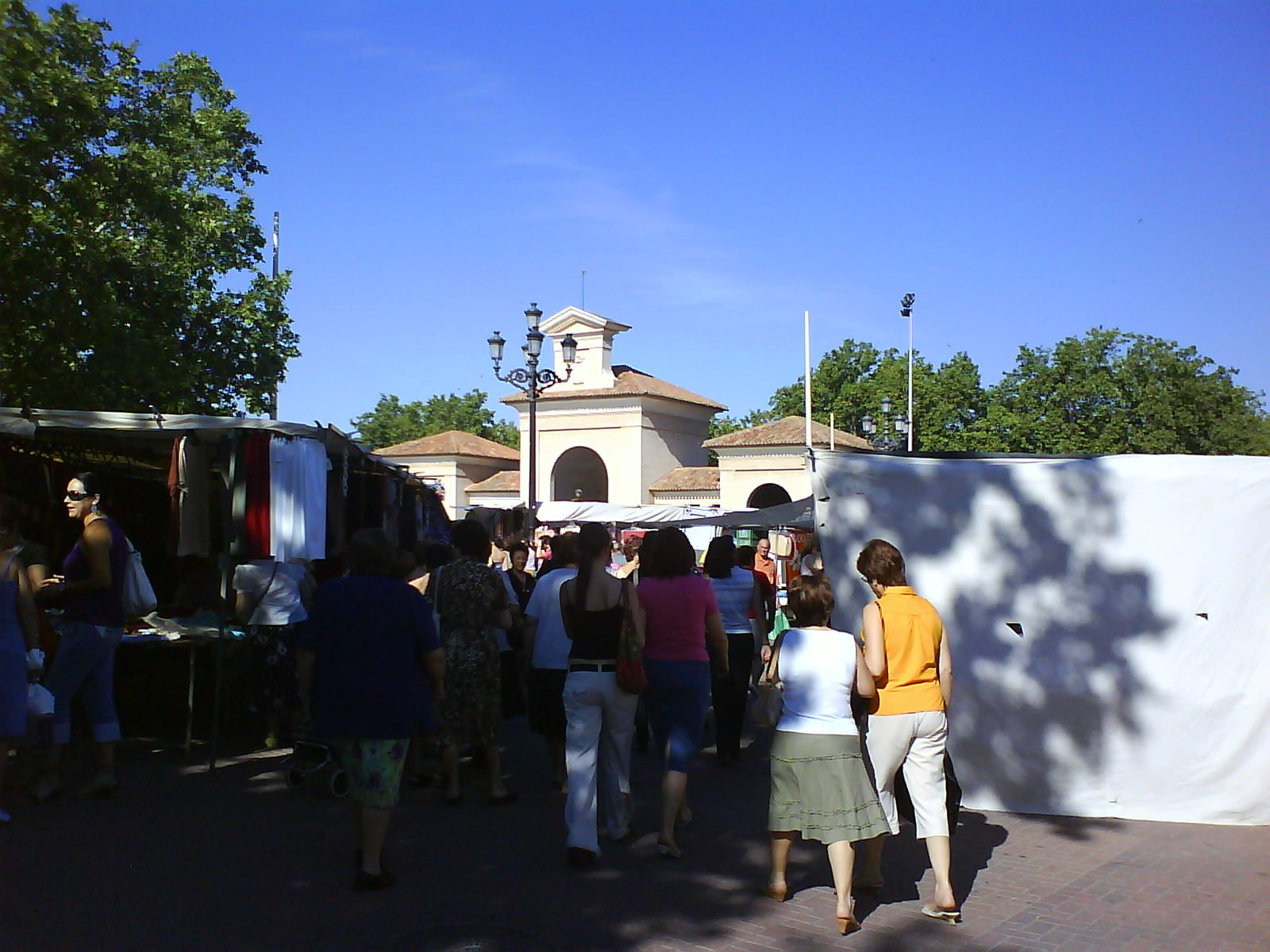
Imagen de Los Invasores, el popular mercado al aire libre que tiene lugar los martes en los Ejidos de la Feria y parte del Recinto Ferial de Albacete.

El mercado al aire libre de Los Invasores se organiza todos los martes por la mañana (excepto los de Feria y las semanas anteriores) en torno al Recinto Ferial, y en el que se venden toda clase de comida, ropa, animales y objetos diversos, en donde participan cerca de 550 puestos.
Además, los domingos por la mañana, en la Plaza Mayor tiene lugar El Rastro de Albacete, donde se venden monedas, sellos, libros y antigüedades.
También destaca durante el mes de abril la Feria del Libro de Albacete que tiene lugar a lo largo del Paseo de la Libertad.
Otros mercadillos destacados son el Mercado del Libro de Ocasión de Navidad, que se lleva a cabo en el bulevar de la Avenida Isabel la Católica; la Muestra de Artesanía de Castilla-La Mancha, en Navidad, en la Plaza de la Constitución; el Mercadillo de Navidad, en la plaza del Altozano; el Mercadillo Medieval, en varias calles y plazas del Centro de la ciudad en el mes de mayo; el Mercadillo de San Antón, el 17 de enero, día de San Antón, en la calle Doctor Beltrán Mateos, y el Mercadillo de Jueves Lardero, en la Fiesta del Árbol.
En la localidad de Aguas Nuevas, dentro del municipio, también tiene lugar un mercadillo durante los martes y domingos.

### Rutas culturales y recreativas
La ciudad de Albacete es atravesada por dos de los cuatro itinerarios culturales europeos que existen en España: el Camino de Santiago y la Ruta de Don Quijote, que, con sus 2500 km, es el corredor ecoturístico y cultural más largo de Europa. El Camino de Santiago del Sureste, con salida en Alicante, llega a la ciudad a través de la carretera de Ayora procedente de Chinchilla. Tras pasar por las calles Cruz, San Agustín y por la Plaza del Altozano, el peregrino llega a la Catedral, uno de los símbolos de su recorrido. El itinerario continua por la calle Feria y atraviesa el Recinto Ferial de punta a punta hasta llegar al Parque de la Fiesta del Árbol, lugar desde el que la Ruta Jacobea abandona la ciudad con sentido hacia La Gineta por el Camino de Pozo Majano.
Una de las rutas más transitadas es la Vía verde de La Pulgosa, que conecta la Avenida de La Mancha con el parque periurbano La Pulgosa en cerca de 3 km, con carril bici incluido.

### Tapeo y noche albaceteña

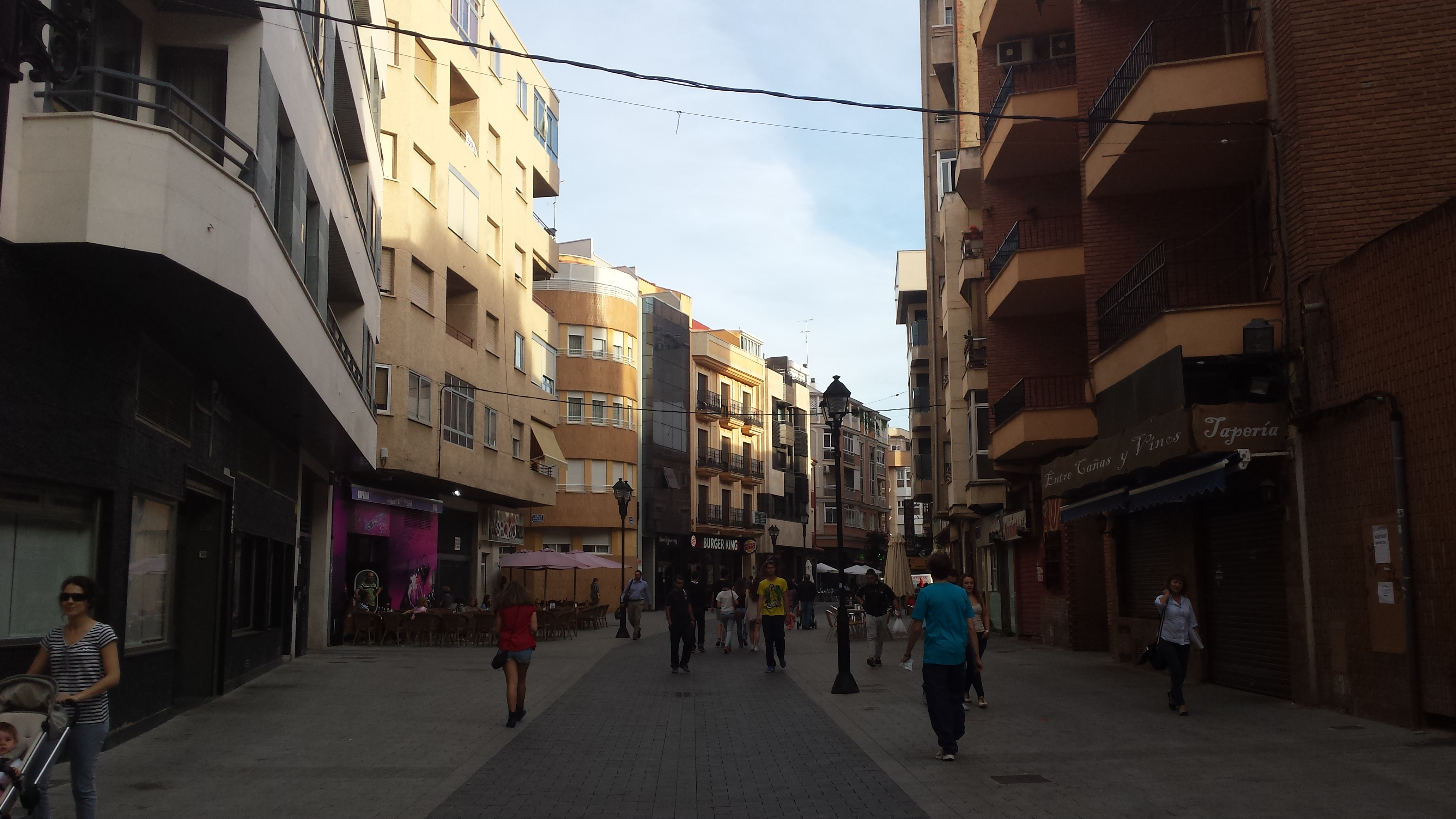
La Zona (Calle Tejares).

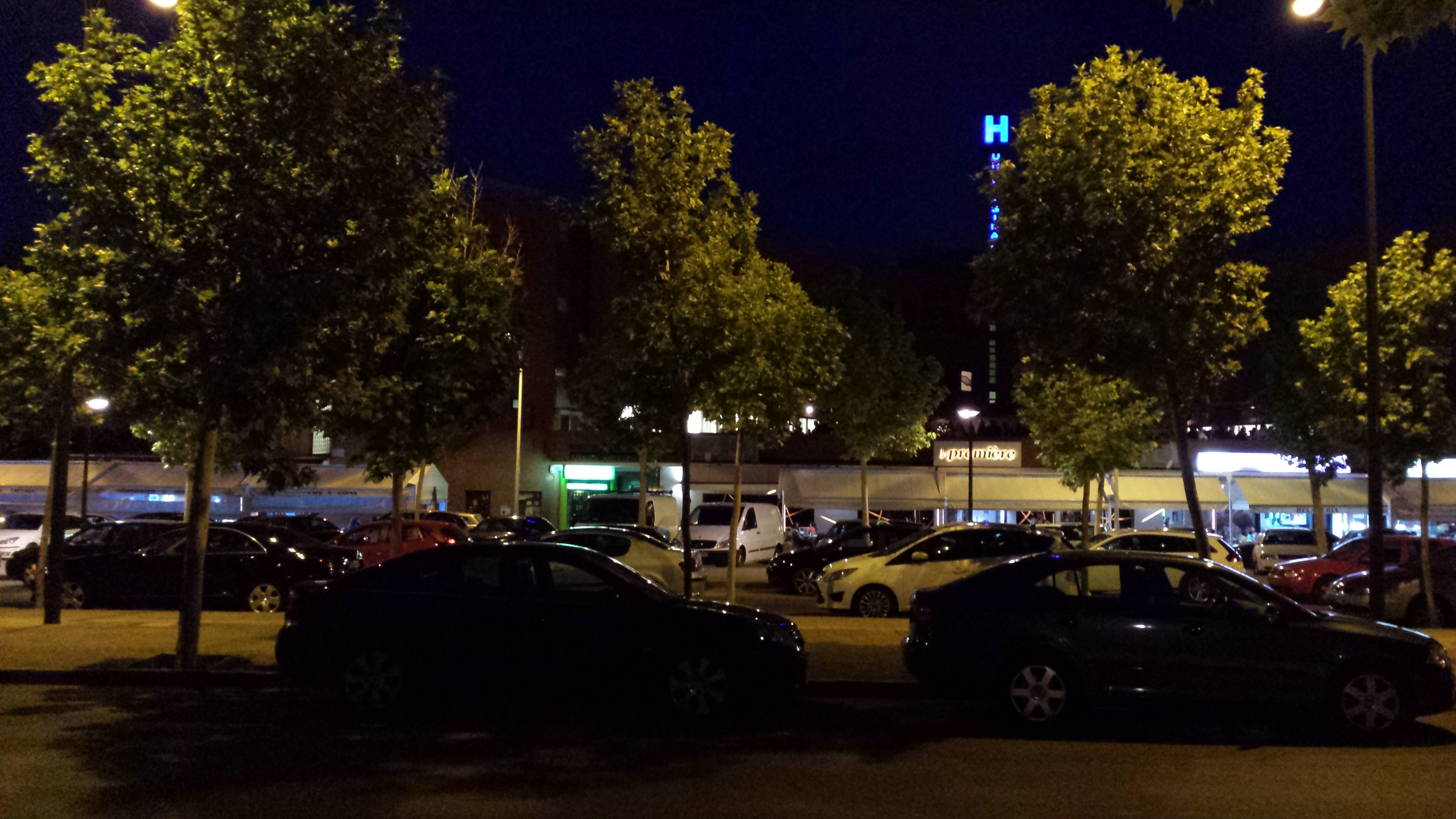
Zona Campus.

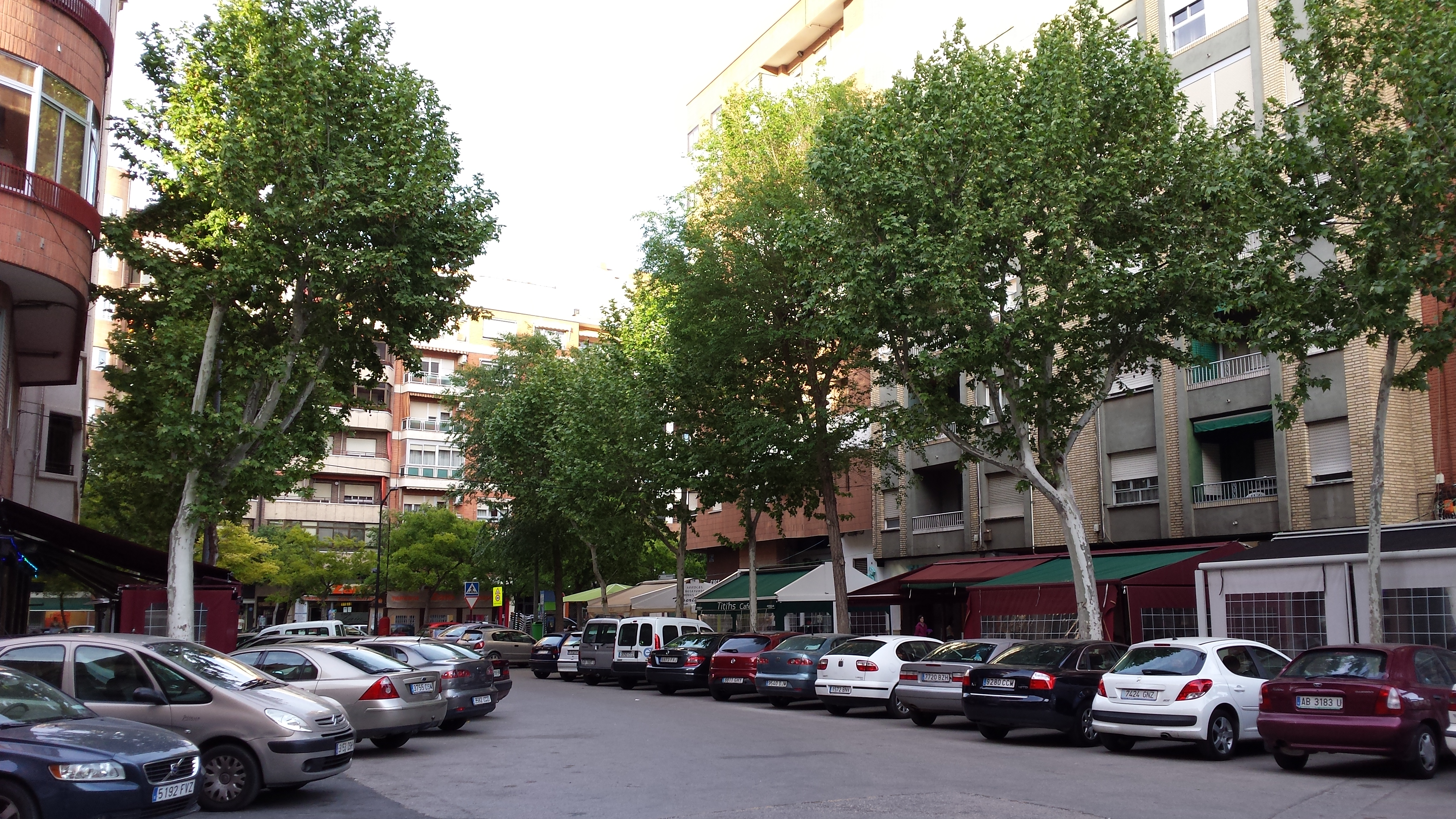
Zona Los Titis.

Albacete es famosa por una vida nocturna muy activa, especialmente en jueves, viernes y sábado; lo que motiva "escapadas" de fin de semana desde localidades cercanas para vivir la noche.
La noche albaceteña es muy diversa y se expande por gran parte de la ciudad. En el centro urbano destaca La Zona que comprende gran variedad de calles, destacando el primer tramo de la Calle Tejares y la Calle Concepción, en esta última hay pubs y clubs de todo tipo, desde chillout loungues a pubs ambientados o salas de jazz. La Zona se extiende también por las calles adyacentes, como la Calle Nueva y los tramos finales de la Calle del Tinte y la Calle Mayor, llegando hasta la Plaza de Carretas y la Plaza de Mateo Villora. También con un ambiente universitario se encuentra la Zona Campus, que alberga un gran número de locales. En torno a las zonas anteriormente referidas es frecuente, como en otras ciudades españolas, el fenómeno del botellón. Por último, también hay "marcha" en la zona conocida como Los Titis, junto a la Plaza de Isabel II y en el primer tramo de la Avenida Arquitecto Carrilero, más tranquila, con grandes terrazas muy concurridas en verano. La noche albaceteña abre un abanico de posibilidades donde podemos encontrar festivales, conciertos, o deportes hasta altas horas de la mañana. Respecto a la oferta de locales de ambiente para el público gay, de la que Albacete es referente en Castilla-La Mancha, la mayoría de ellos se localizan en La Zona y sus aledaños, si bien hay locales de este tipo repartidos por toda la ciudad, no habiéndose creado todavía una zona o barrio específico de ambiente como Chueca o Gaixample.
En cuanto al tapeo, durante todo el año, aunque especialmente en los meses de calor, se disfruta de la típica "caña" con sus correspondientes "tapas" en todos los bares de la ciudad, con especial concentración en torno a la ya mencionada Calle Tejares. En el Paseo de la Feria, durante los meses de primavera y verano, están presentes las tradicionales Tascas de la Feria, en las cuales se pueden degustar los típicos caracoles y otros platos.

### Medios de comunicación
Prensa
En la ciudad pueden adquirirse los periódicos nacionales, regionales e internacionales de mayor difusión, algunos de los cuales incorporan secciones de información local. Actualmente se editan en Albacete los siguientes diarios:La Tribuna de Albacete, los diarios digitales La Cerca, El Digital de Albacete y Albacete Capital, el foro La Realidad de Albacete, además de un semanario (Crónica de Albacete), una revista mensual (La Cerca de Castilla-La Mancha) y periódicos y revistas gratuitos de carácter local (El Buzón de Albacete, Albacete a Mano, Gente de Albacete) y regional (Metro, Global Castilla-La Mancha).
Radio
En la ciudad se pueden sintonizar todas las cadenas principales de radio que operan a nivel nacional y regional, además de disponer de emisoras locales que emiten espacios dedicados a la actualidad local en sus desconexiones en diferentes tramos horarios: Radio Albacete (Cadena SER), Radio Castilla-La Mancha, Radio Surco Albacete, Cope, Onda Cero, Radio Nacional de España, Punto Radio, Radio Intereconomía. También existen en la ciudad emisoras musicales y deportivas de las cadenas más importantes españolas (Kiss FM, M80 Radio, Europa FM, Los 40 Principales, Cadena Dial, Cadena 100 Albacete) Además, la ciudad cuenta con una emisora Nova Onda gestionada por el Consejo Local de la Juventud.
Televisión
En Albacete emite actualmente una cadena de televisión de carácter local (Visionseis). La ciudad cuenta con sedes de Radio Televisión Española (RTVE) y de Castilla-La Mancha Televisión (CMT).

## Habla
En Albacete se emplea el dialecto manchego, una variante del castellano. Este dialecto se considera de transición entre el andaluz y el castellano, aunque también tiene influencias del murciano o del aragonés. La mayoría de hablantes de este dialecto son diglósicos y, con frecuencia, cambian deliberada o inconscientemente al castellano puro.

## Vestimenta

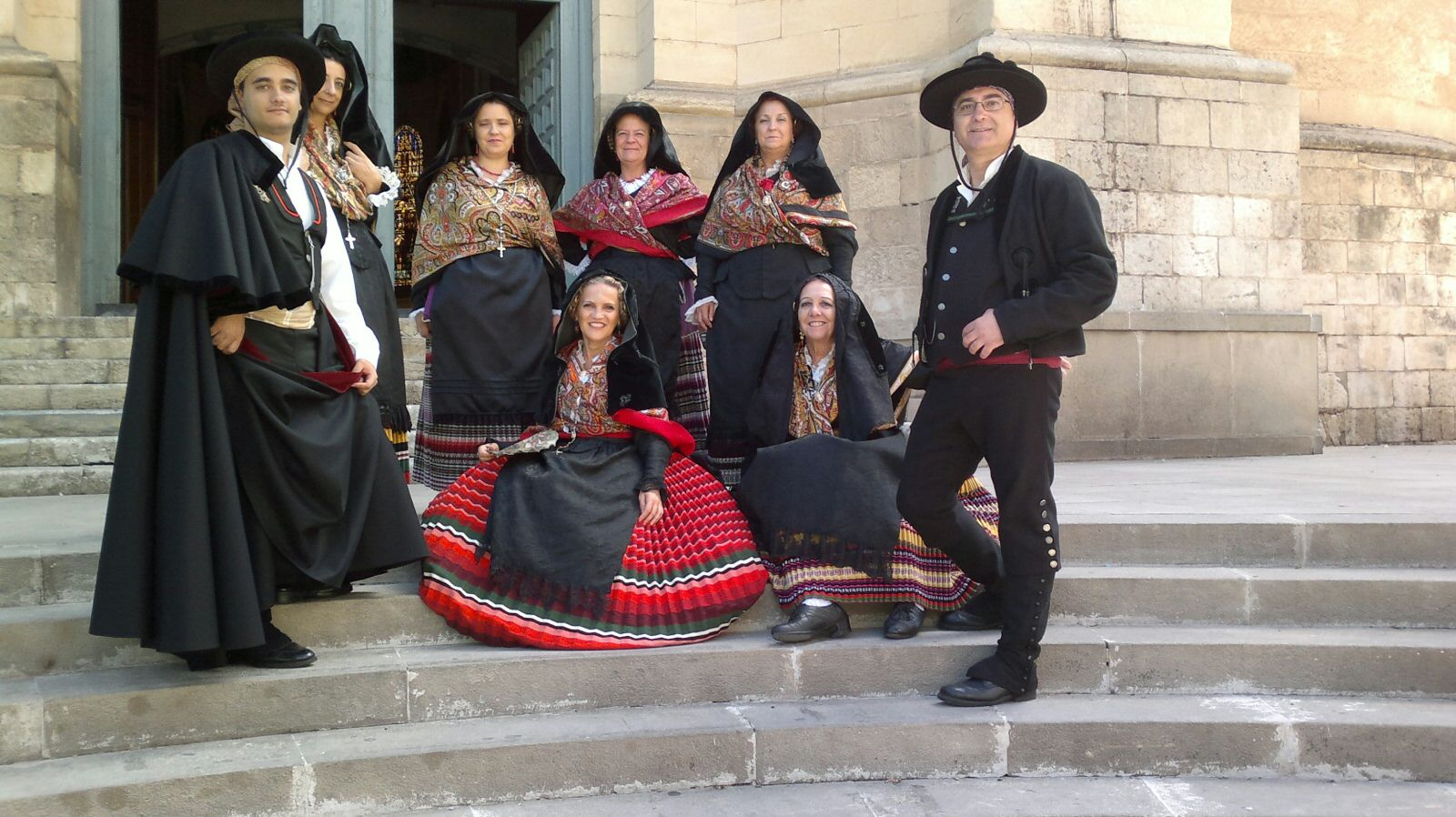
Manchegos ataviados con el traje tradicional.

Albacete, como parte de La Mancha, ha desarrollado a lo largo de su historia un modo de vestir propio.
El traje típico manchego es su máxima expresión. Este traje se usaba en los siglos XVIII y XIX y fue rescatado en el siglo XX para su utilización en actos conmemorativos y solemnes. El peinado típico es el llamado de pleita con un rodete en cada sien. Esa tradición en el vestir ha cedido en favor de las pautas que marca la moda contemporánea, gracias, en parte, a la gran cantidad de multinacionales de la moda que tienen presencia en la ciudad.

## Distinciones Honoríficas concedidas por Albacete

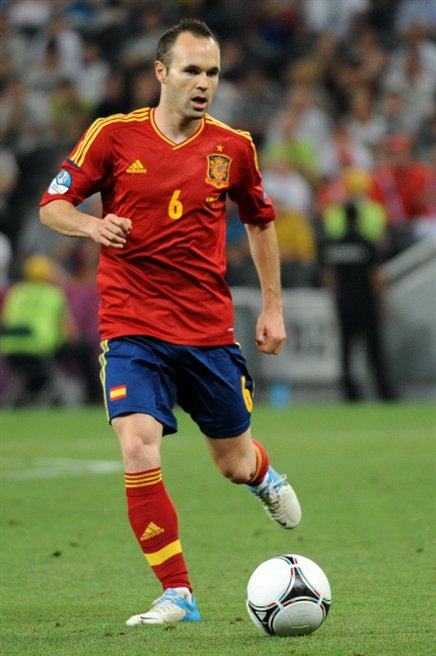
Andrés Iniesta, Hijo Adoptivo de Albacete.

Los títulos, honores y condecoraciones que, con carácter oficial, otorga el Ayuntamiento de Albacete, a fin de premiar especiales merecimientos, beneficios señalados o servicios extraordinarios, son los siguientes: Título de Hijo Predilecto o Hijo Adoptivo de Albacete, Título de Cronista Oficial de la Ciudad, Medalla del Mérito Municipal, Medalla de Oro de la Ciudad y Medalla de la Corporación.
Las primeras y más altas distinciones concedidas por el Ayuntamiento de Albacete son las de Hijo Predilecto, para ciudadanos destacados nacidos en Albacete, e Hijo Adoptivo, para personas destacadas no nacidas en Albacete.